# Phương tiện xanh

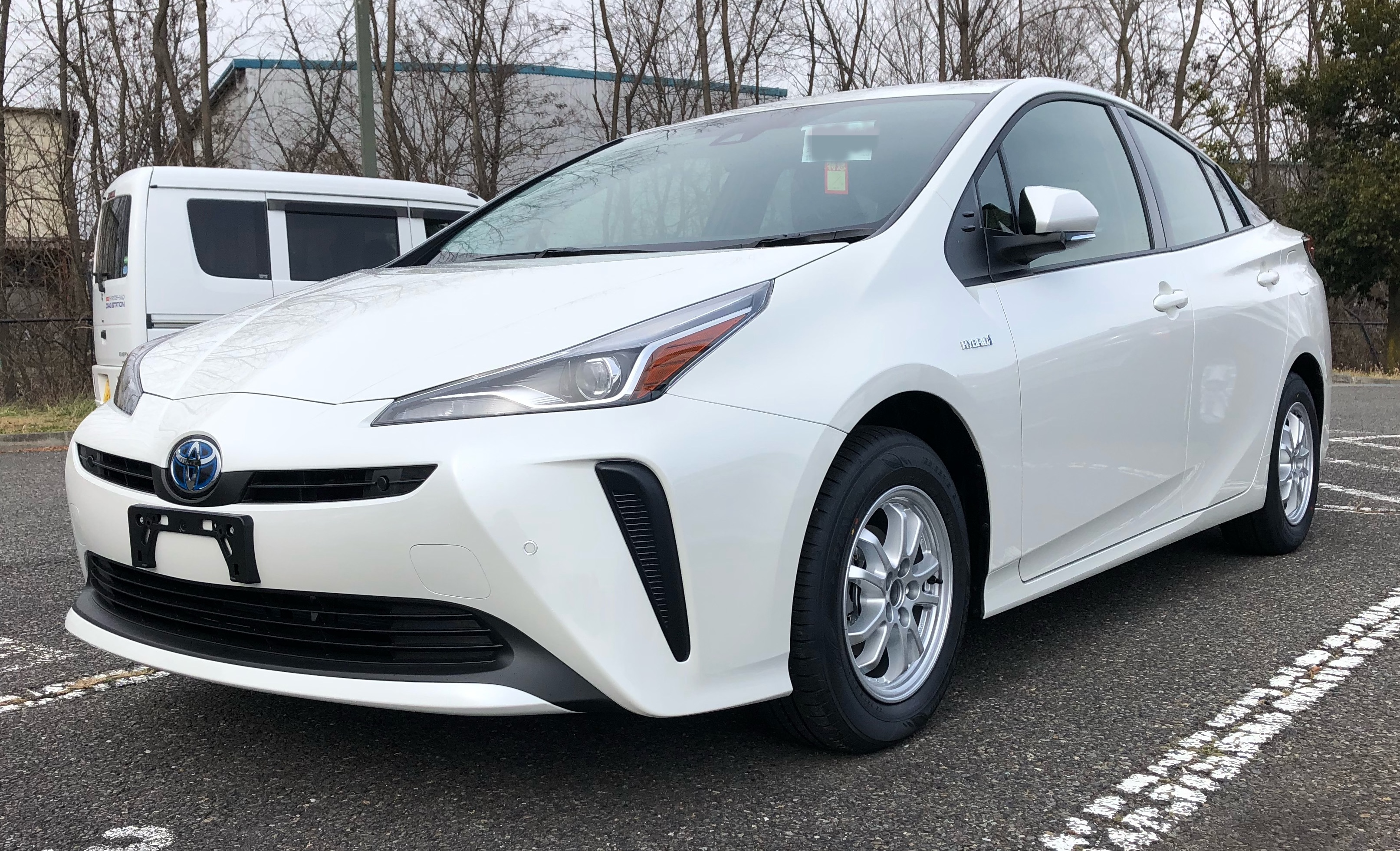
Toyota Prius là mẫu xe điện hỗn hợp (lai) bán chạy nhất thế giới, với doanh số toàn cầu là 3,7 triệu đến tháng 4 năm 2016. Một số chủ sở hữu sử dụng nét riêng biệt của nó để đưa ra tuyên bố về môi trường.

Phương tiện xanh, hay phương tiện sạch, hay phương tiện thân thiện với môi trường là phương tiện đường bộ sử dụng động cơ mà ít tạo ra các tác động có hại cho môi trường hơn so với các phương tiện động cơ đốt trong truyền thống tương đương chạy bằng xăng hay dầu diesel hay sử dụng một số nhiên liệu thay thế nhất định. Hiện nay, ở một số quốc gia, thuật ngữ này được sử dụng cho bất kỳ phương tiện nào tuân theo hoặc vượt qua các tiêu chuẩn khí thải nghiêm ngặt hơn của Châu Âu (chẳng hạn như Euro6) hoặc các tiêu chuẩn phương tiện không khí thải của California (chẳng hạn như ZEV, ULEV, SULEV, PZEV), hoặc tiêu chuẩn nhiên liệu carbon thấp được ban hành ở một vài quốc gia.
Phương tiện xanh có thể được cung cấp năng lượng từ các nhiên liệu thay thế và phương tiện với công nghệ tiên tiến, bao gồm xe điện hỗn hợp (lai), xe điện hỗn hợp (lai) sạc điện, xe chạy bằng pin, xe chạy bằng khí nén, bằng hydro và xe sử dụng pin nhiên liệu, xe chạy bằng ethanol, xe chạy bằng nhiên liệu linh hoạt, xe chạy bằng khí đốt tự nhiên, xe chạy bằng dầu diesel sạch và một số nguồn cũng bao gồm xe sử dụng hỗn hợp nhiên liệu diesel sinh học và nhiên liệu etanol hoặc gasohol (hỗn hượp nhiên liệu etanol phổ biến). Vào  tháng 11 năm 2016, với EPA được đánh giá là tiết kiệm nhiên liệu:136 dặm một gallon xăng tương đương (mpg-e) 1,7 L/100 km), Hyundai IONQ Electric 2017 đã trở thành chiếc xe được EPA chứng nhận hiệu quả nhất xét trên tất cả các loại nhiên liệu và trong tất cả các năm, vượt qua BMW i3 chạy điện hoàn toàn phiên bản năm 2014-2016.
Một số tác giả cũng tính đến các phương tiện động cơ truyền thống với khả năng tiết kiệm nhiên liệu cao, vì họ cho rằng tăng cường tiết kiệm nhiên liệu là cách tiết kiệm chi phí hiệu quả nhất để cải thiện năng suất năng lượng và giảm lượng khí thải ra carbon trong lĩnh vực giao thông trong ngắn hạn. Là một phần đóng góp vào phương tiện bền vững, những phương tiện này giảm ô nhiễm không khí và khí thải nhà kính, đồng thời góp phần vào năng lượng độc lập bằng cách giảm nhập khẩu dầu.
Sự phân tích môi trường không mở rộng quá, nó chỉ là hiệu quả hoạt động và lượng khí thải. Đánh giá vòng đời (LCA) bao gồm các cân nhắc về sản phẩm và sau sử dụng. Thiết kế cradle-toc-cradle quan trọng hơn là tập trung vào một yếu tố duy nhất chẳng hạn như hiệu quả của năng lượng.

## Năng lượng hiệu quả
Bài chi tiết: Năng lượng hiệu quả trong vận tải
Những chiếc xe với sự sản xuất tương tự nhau về giá năng lượng có thể đang tồn tại, trong suốt vòng đời của xe (quá trình vận hành), giảm phần lớn chi phí năng lượng thông qua một vài biện pháp:
- Điều đáng kể nhất là sử dụng động cơ đẩy thay thế: 
  - Một động cơ hiệu quả giúp giảm mức tiêu thụ xăng dầu của các phương tiện (đó là xe lai chạy dầu), hoặc sử dụng các nguồn năng lượng tái tạo xuyên suốt vòng đời hoạt động của nó.
  - Sử dụng nhiên liệu sinh học thay cho nhiên liệu dầu mỏ.
- Việc bảo dưỡng phương tiện đúng cách chẳng hạn điều chỉnh động cơ, thay dầu và duy trì áp suất lốp thích hợp cũng có thể giúp ích.
- Loại bỏ các vật dụng không cần thiết khỏi xe giúp giảm trọng lượng và cải thiện khả năng tiết kiệm nhiên liệu.

| So sánh một vài đặc trưng cơ bản của phương tiện xanh (Giá trị tổng thể cho các loại phưong tiện đang sản xuất và có thể khác nhau giữa các loại) | So sánh một vài đặc trưng cơ bản của phương tiện xanh (Giá trị tổng thể cho các loại phưong tiện đang sản xuất và có thể khác nhau giữa các loại) | So sánh một vài đặc trưng cơ bản của phương tiện xanh (Giá trị tổng thể cho các loại phưong tiện đang sản xuất và có thể khác nhau giữa các loại) | So sánh một vài đặc trưng cơ bản của phương tiện xanh (Giá trị tổng thể cho các loại phưong tiện đang sản xuất và có thể khác nhau giữa các loại) | So sánh một vài đặc trưng cơ bản của phương tiện xanh (Giá trị tổng thể cho các loại phưong tiện đang sản xuất và có thể khác nhau giữa các loại) | So sánh một vài đặc trưng cơ bản của phương tiện xanh (Giá trị tổng thể cho các loại phưong tiện đang sản xuất và có thể khác nhau giữa các loại) |
| --- | --- | --- | --- | --- | --- |
| Loại hình phương tiện giao thông/ Hệ thống truyền lực                                                                                             | Tiết kiệm nhiên liệu (tương đương mpg) | Phạm vi | Chi phí sản xuất cho phạm vi nhất định | Giảm CO2 so với thông thường | Thời gian hoàn vốn |
| ICE thông thường | 10–78 | Dài (400–600 mi) | Thấp | 0% | - |
| Dầu diesel sinh học | 18–71 | Dài (360–540 mi) | Thấp | thay đổi phụ thuộc vào nguồn diesel sinh học | - |
| Chạy hoàn toàn bằng điện | 54–118 | Ngắn hơn (73–150 mi) Mẫu mã sang trọng Trung bình (160–300 mi)                                                                                    | Cao Rất cao | thay đổi phụ thuộc vào nguồn năng lượng | - |
| Pin nhiên liệu hydro | 80 | | Thiên văn | | |
| Điện lai | 30–60 | 380 mi | Trung bình | | 5 năm |

## Các loại

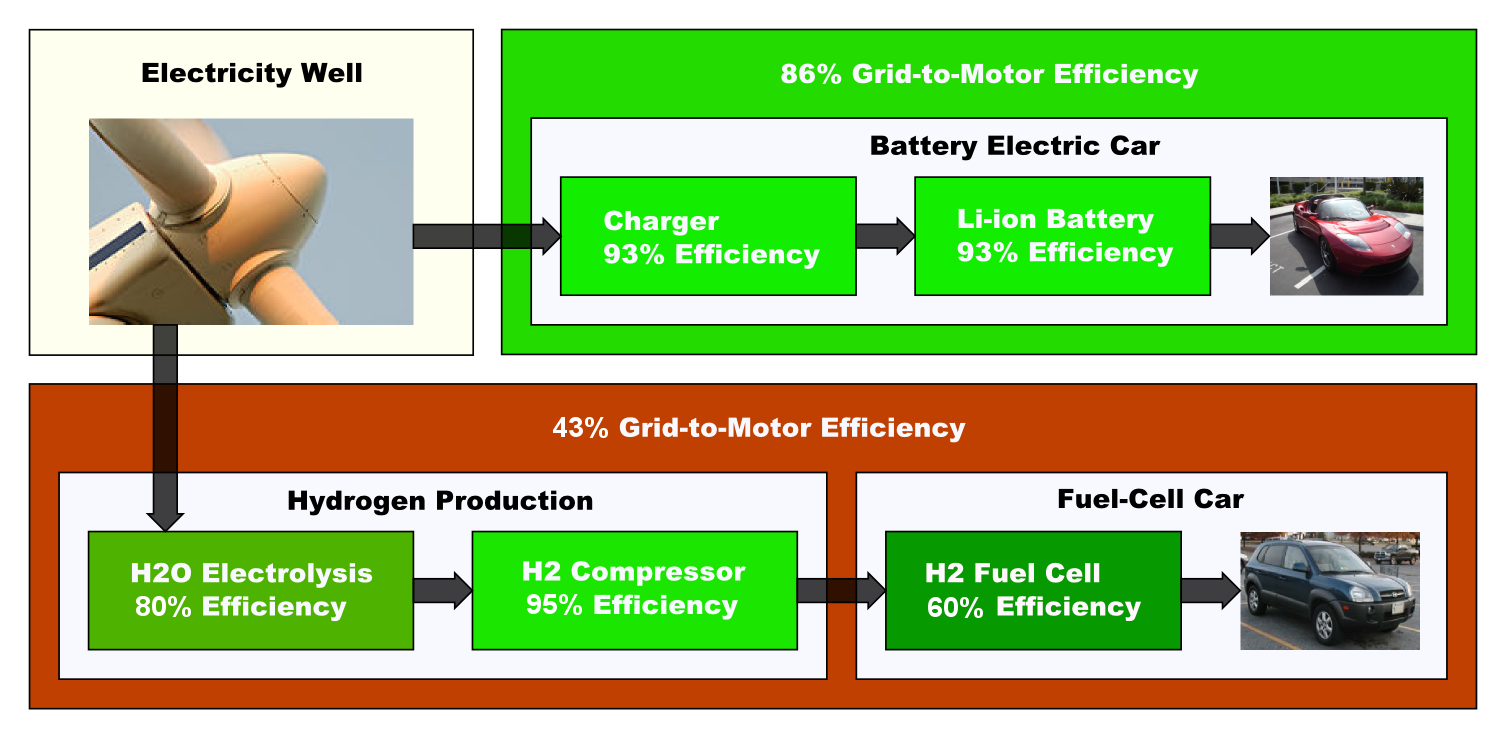
So sánh hiệu suất năng lượng giữa ô tô chạy bằng pin và ô tô chạy bằng pin nhiên liệu hydro

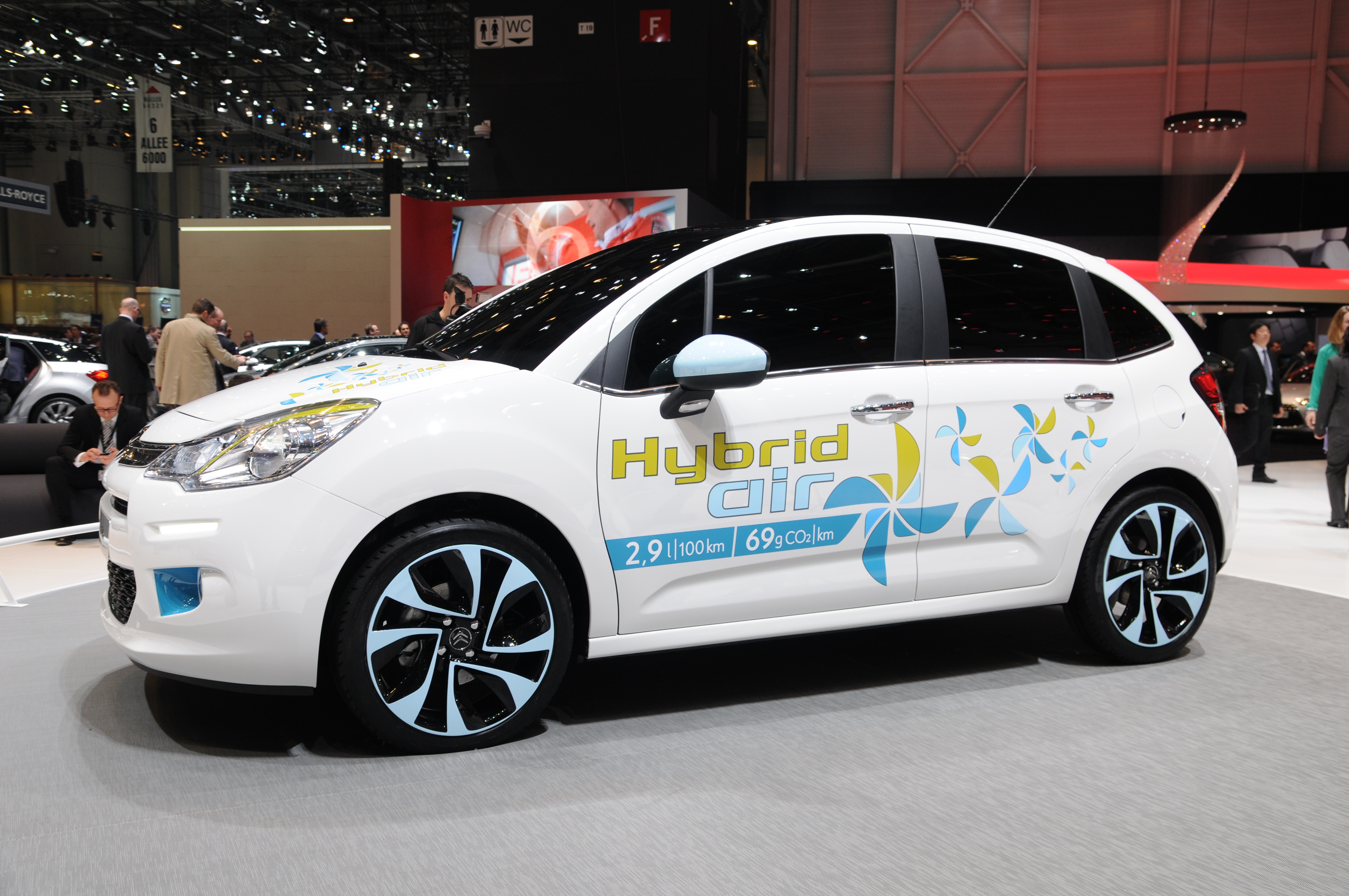
Chủ đề PSA Peugeot Citroën Hybrid Air được trưng bày tại Geneva Motor Show năm 2013

Thông tin thêm: Xe chạy bằng nhiên liệu thay thế
Phương tiện xanh bao gồm các loại phương tiện hoạt động hoàn toàn hay một phần bằng các nguồn năng lượng thay thế không phải là nhiên liệu hóa thạch hay sử dụng ít carbon hơn xăng hay dầu diesel.
Một sự lựa chọn khác là sử dụng thành phần nhiên liệu thay thế trong các phương tiện chạy bằng nhiên liệu hóa thạch truyền thống, làm cho chúng hoạt động một phần dựa trên các nguồn năng lượng tái tạo. Các cách tiếp cận khác bao gồm phương tiện giao thông nhanh cá nhân, một khái niệm giao thông công cộng mà cung cấp tự động, theo yêu cầu, không dừng trên mạng lưới các hướng dẫn được xây dựng đặc biệt.

### Chạy bằng điện và năng lượng pin nhiên liệu
Xem thêm: Xe điện và Xe lai sạc điện
Các ví dụ về các loại xe giảm mức tiêu thụ xăng dầu bao gồm ô tô điện, xe lai sử dụng điện và ô tô chạy bằng năng lượng pin nhiên liệu hydro..
Ô tô điện thường đặc trưng, điển hình hơn xe chạy bằng pin nhiên liệu trên nền tảng Tank-to-wheel. Chúng có khả năng tiết kiệm nhiên liệu tốt hơn so với xe động cơ đốt trong truyền thống nhưng bị cản trở bởi phạm vi hoạt động hay khoảng cách tối đa có thể đạt được trước khi xả pin. Pin của xe điện là chi phí chính của chúng. Chúng giúp giảm từ 0%  đến 99,9% lượng khí thải CO2 so với xe chạy bằng ICE (xăng, dầu diesel), tùy thuộc vào nguồn điện.

### Xe điện lai
Xem thêm: Xe lai
Ô tô lai có thể chạy một phần bằng nhiên liệu hóa thạch (hay nhiên liệu sinh học) và một phần chạy bằng điện hay năng lượng hydro. Hầu hết kết hợp động cơ đốt trong với động cơ điện, mặc dù các biến thể khác cũng tồn tại. Động cơ đốt trong thường là động cơ xăng hay động cơ Diesel (trong một số trường hợp hiếm hoi, động cơ Stirling thậm chí có thể được sử dụng ). Chúng đắt hơn để mua nhưng chi phí hoàn lại có thể đạt được trong khoảng thời gian khoảng 5 năm vì chúng tiết kiệm nhiên liệu tốt hơn.

### Ô tô chạy bằng khí nén và các loại xe khác
Xem thêm: Phương tiện chạy bằng khí nén và ô tô chạy bằng khí nén
Xe chạy bằng khí nén, xe chạy bằng năng lượng stirling, xe chạy bằng nitơ lỏng thậm chí còn ít gây ô nhiễm hơn xe chạy bằng điện, vì phương tiện này và các bộ phận của nó có thể được chế tạo thân thiện hơn với môi trường.
Các cuộc đua về xe sử dụng năng lượng mặt trời được tổ chức thường xuyên nhằm thúc đẩy các phương tiện xanh và " công nghệ xanh " khác. Những chiếc xe kiểu dáng đẹp chỉ dành cho drive-only có thể di chuyển quãng đường dài ở tốc độ thuộc đường cao tốc mà chỉ sử dụng điện năng được tạo ra tức thì từ mặt trời.

### Việc cải tiến ô tô truyền thống
Các bài báo chính: Nhiên liệu sinh học, khí nén tự nhiên, dầu diesel sạch
Xem thêm: Bê bối khí thải của Volkswagen

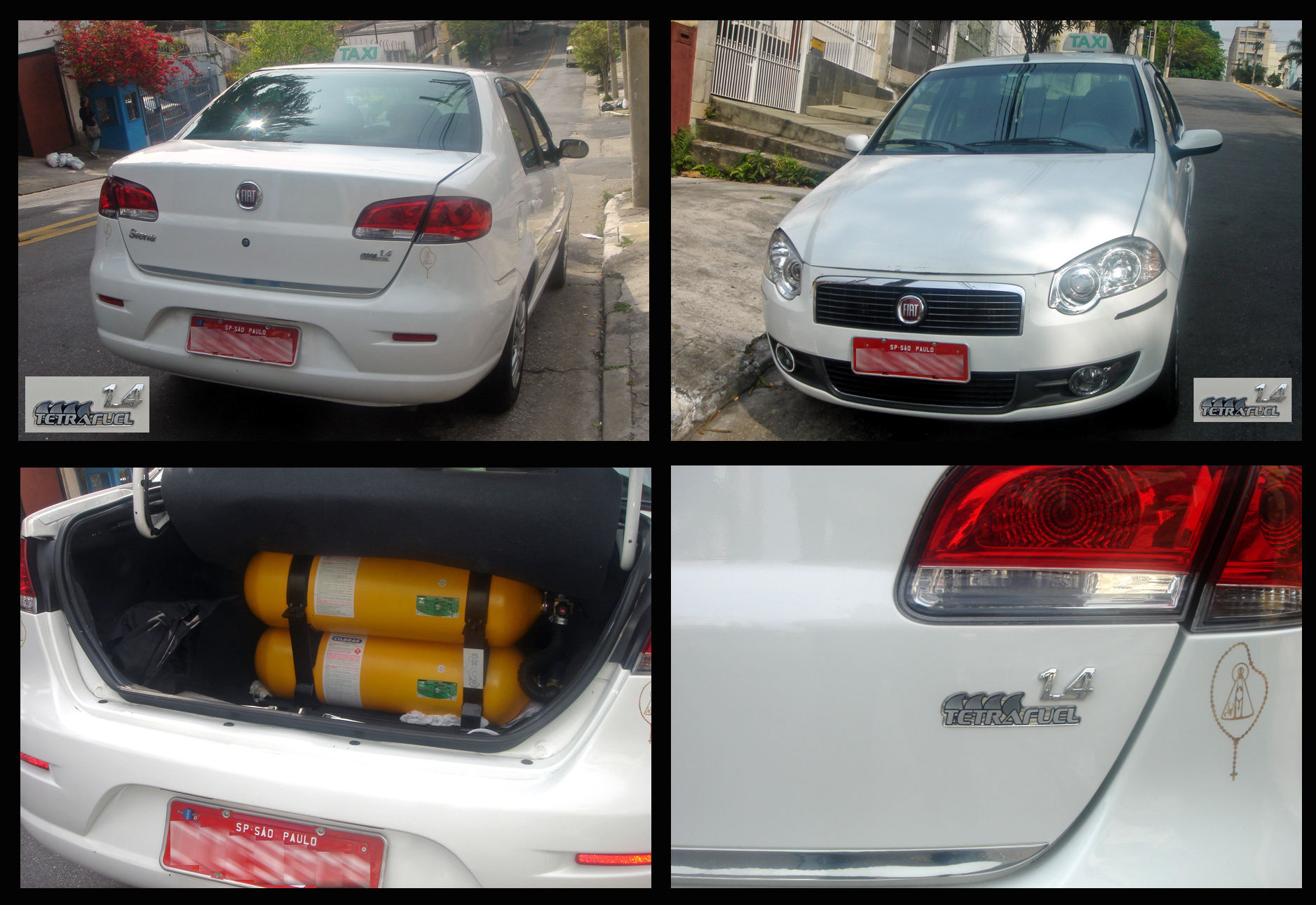
Fiat Siena Tetrafuel 1.4 là một chiếc ô tô đa nhiên liệu được thiết kế để chạy như một loại nhiên liệu linh hoạt trên xăng, hoặc hỗn hợp E20 – E25, hoặc etanol (E100); hoặc để chạy như một nhiên liệu sinh học với khí tự nhiên (CNG).

Một phương tiện truyền thống có thể trở thành phương tiện xanh hơn với môi trường bằng cách trộn các nhiên liệu tái tạo hoặc sử dụng nhiên liệu hóa thạch ít carbon hơn. Xe ô tô chạy bằng xăng điển hình có thể chịu được tới 10% ethanol. Brazil sản xuất ô tô chạy bằng ethanol nguyên chất, mặc dù đã ngừng sản xuất. Một lựa chọn khả dụng khác là xe chạy bằng nhiên liệu linh hoạt cho phép pha trộn bất kỳ loại xăng và ethanol nào, lên đến 85% ở Bắc Mỹ và Châu Âu, lên đến 100% ở Brazil. Một lựa chọn hiện có khác là chuyển đổi một loại máy chạy bằng xăng truyền thống để cho phép sử dụng CNG thay thế. Pakistan, Argentina, Brazil, Iran, Ấn Độ, Ý và Trung Quốc có đội xe chạy bằng khí đốt tự nhiên lớn nhất trên thế giới.
Các phương tiện sử dụng năng lượng diesel thường có thể chuyển hoàn toàn sang diesel sinh học, mặc dù nhiên liệu này là một dung môi rất mạnh, đôi khi có thể làm hỏng đệm kín cao su của các xe được chế tạo trước năm 1994. Tuy nhiên, phổ biến hơn là dầu diesel sinh học gây ra các vấn đề đơn giản vì nó loại bỏ tất cả phần cặn còn lại trong động cơ, làm tắc nghẽn các bộ lọc, trừ khi được cẩn thận khi chuyển từ diesel có nguồn gốc từ nhiên liệu hóa thạch bẩn sang diesel sinh học. Nó rất hiệu quả trong việc 'khử cốc' buồng đốt động cơ diesel và giữ cho chúng sạch sẽ. Dầu diesel sinh học là nhiên liệu tỏa ra khí thải thấp nhất dành cho động cơ diesel. Động cơ diesel là loại động cơ đốt trong ô tô hiệu quả nhất. Dầu diesel sinh học là loại nhiên liệu duy nhất được phép sử dụng tại một số vườn quốc gia Bắc Mỹ vì dầu tràn sẽ phân hủy hoàn toàn phẩm giá của sinh học trong vòng 21 ngày. Xe chạy bằng nhiên liệu diesel sinh học và dầu thực vật đã được tuyên bố là một trong những loại xe "xanh" nhất trong cuộc thi Tour de Sol của Mỹ.
Điều này gây ra nhiều vấn đề, vì nhiên liệu sinh học có thể sử dụng nguồn thực phẩm để cung cấp năng lượng cơ học cho các phương tiện giao thông. Nhiều chuyên gia cho rằng đây là nguyên nhân làm tăng giá lương thực, đặc biệt là sản xuất nhiên liệu Bio-ethanol của Mỹ đã ảnh hưởng đến giá của ngô. Để có tác động thấp đến môi trường, nhiên liệu sinh học chỉ nên được sản xuất từ các chất thải, hoặc từ các nguồn mới như tảo.

### Xe chạy bằng động cơ điện và năng lượng từ bàn đạp
Nhiều công ty đang cung cấp và phát triển các loại xe từ hai, ba đến bốn bánh kết hợp với các đặc điểm của chiếc xe đạp với động cơ điện. Liên bang Mỹ, Nhà nước và pháp luật địa phương không rõ ràng và cũng không nhất quán phân loại  những phương tiện như xe đạp, xe đạp điện, xe máy, xe máy điện, xe gắn máy, Quadricycle cơ giới hóa (bốn bánh) hoặc như một chiếc ô tô. Một số luật có giới hạn về tốc độ tối đa, công suất của động cơ, phạm vi, v.v. trong khi những luật khác thì không.
Khác

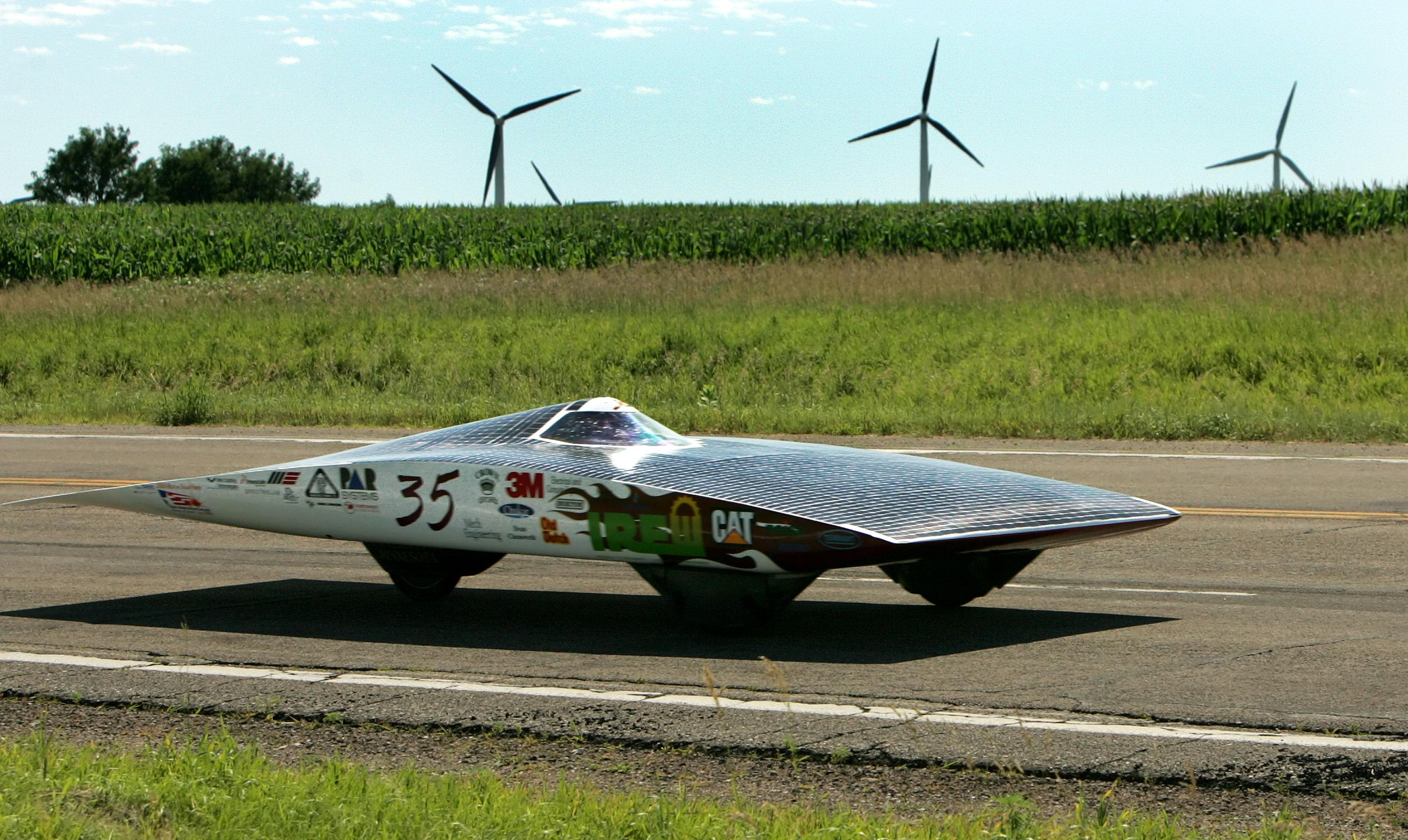
Phương tiện sử dụng năng lượng mặt trời

- Các phương tiện giao thông công cộng thường không được bao gồm trong danh mục phương tiện xanh, nhưng phương tiện di chuyển nhanh cá nhân (PRT) có lẽ nên được sử dụng. Tất cả các phương tiện mà được cung cấp năng lượng từ đường đua đều có lợi thế là có thể sử dụng bất kỳ nguồn năng lượng điện nào, kể cả những nguồn năng lượng bền vững, thay vì yêu cầu nhiên liệu lỏng. Họ cũng có thể chuyển đổi năng lượng phanh tái tạo giữa xe và mạng lưới điện thay vì yêu cầu tích trữ năng lượng trên xe. Ngoài ra, họ có thể sử dụng toàn bộ khu vực đường ray cho các bộ thu năng lượng mặt trời, không chỉ bề mặt của phwuong tiện. Hiệu suất năng lượng PRT có tiềm năng cao hơn nhiều so với những gì ô tô truyền thống có thể đạt được.
- Xe năng lượng mặt trời là phương tiện chạy bằng điện đựuoc cung cấp thêm năng lượng mặt trời thu được từ các tấm pin mặt trời trên bề mặt (nói chung là mái xe) của xe.  Photovoltaic(PV) cells (gần giống pin mặt trời) chuyển đổi năng lượng của Mặt trời trực tiếp thành năng lượng điện. Phương tiện sử dụng năng lượng mặt trời hiện nay không phải là thiết bị vận chuyển hàng ngày mà chủ yếu là phương tiện trình diễn và các bài tập kỹ thuật, thường được các cơ quan chính phủ tài trợ. Tuy nhiên, một số thành phố đã bắt đầu cung cấp xe buýt chạy bằng năng lượng mặt trời, bao gồm Tindo ở Adelaide, Úc.
- Xe điện chạy bằng năng lượng gió chủ yếu sử dụng các tua-bin gió được lắp đặt tại một vị trí chiến lược của xe, sau đó được chuyển đổi thành năng lượng điện khiến chiếc xe có thể đẩy.

## Phương tiện sử dụng năng lượng từ động vật
Ngựa và xe ngựa chỉ là một loại phương tiện chở động vật. Từng là một hình thức giao thông phổ biến, nhưng bây giờ trở nên ít phổ biến hơn khi các thành phố phát triển và ô tô chiếm vị trí của chúng. Ở các thành phố đông đúc, chất thải do số lượng lớn động vật vận chuyển thải ra gây vấn đề nghiêm trọng về sức khỏe. Thông thường thực phẩm được sản xuất cho chúng sử dụng máy kéo chạy bằng động cơ diesel, và do đó có một số tác động đến môi trường vì kết quả của việc sử dụng chúng.

## Phương tiện chạy bằng sức người

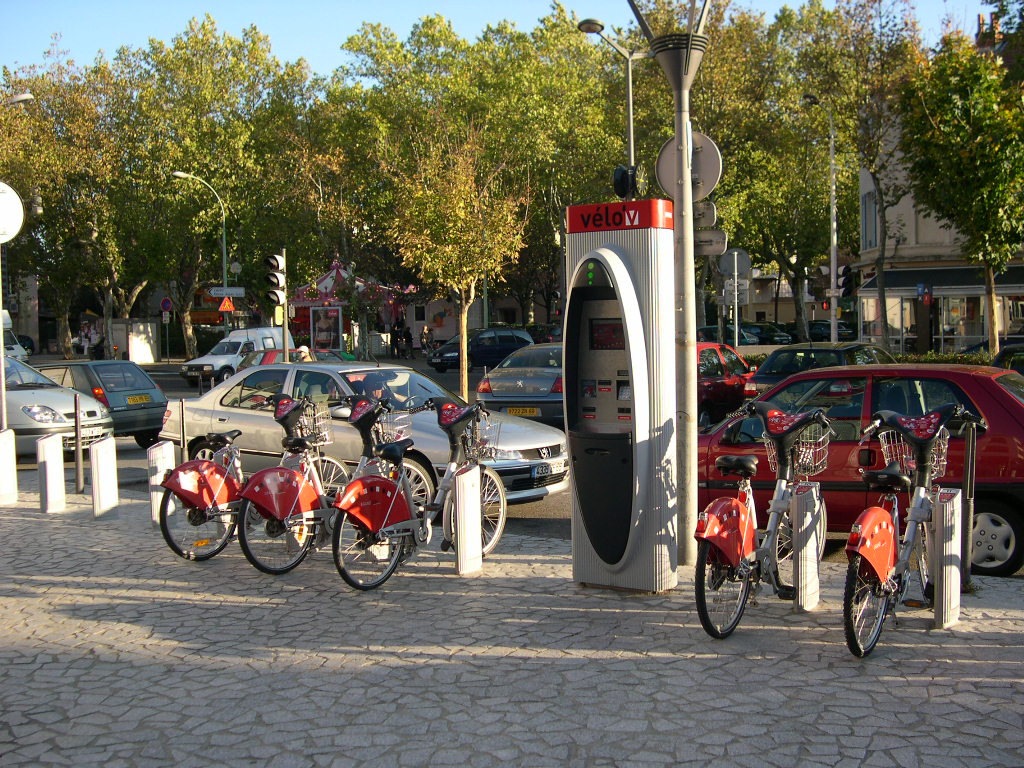
Hệ thống chia sẻ xe đạp Vélo'v ở Lyon, Pháp

Phương tiện giao thông chạy bằng sức người bao gồm đi bộ, xe đạp, velomobiles, thuyền hàng, và các cách thân thiện với môi trường khác. Ngoài những lợi ích về sức khỏe mà việc tập thể dục mang lại, những phương tiện này còn thân thiện với môi trường hơn nhiều so với hầu hết các lựa chọn khác. Nhược điểm duy nhất là giới hạn tốc độ và người ta có thể đi đến bao xa trước khi bị kiệt sức.

## Lợi ích của việc sử dụng phương tiện xanh

### Về môi trường
Khí thải xe cộ góp phần làm tăng nồng độ khí liên quan đến biến đổi khí hậu. Về mức độ của tầm quan trọng, các khí nhà kính chính liên quan đến vận tải đường bộ là carbon dioxide (CO 2), mêtan (CH 4) và Dinitơ monoxit (N 2 O). Giao thông đường bộ là nguồn thải ra khí nhà kính lớn thứ ba ở Anh, chiếm hơn 20% tổng lượng chất thải  và chiếm 33% ở Hoa Kỳ. Trong tổng lượng khí gas thải ra tạo khí nhà kính từ giao thông vận tải, trên 85% là do thải ra CO 2 từ các phương tiện giao thông đường bộ. Lĩnh vực giao thông vận tải là nguồn gây ra khí thải nhanh nhất cho hiệu ứng nhà kính.

### Về sức khỏe
Các chất ô nhiễm từ các phương tiện xe cộ có liên quan đến sức khỏe con người bao gồm tỷ lệ mắc bệnh hô hấp, tim phổi và ung thư phổi. Một báo cáo năm 1998 ước tính rằng có đến 24.000 người chết sớm mỗi năm ở Anh do hậu quả trực tiếp của sự ô nhiễm không khí. Theo Tổ chức Y tế Thế giới (WHO), có tới 13.000 ca tử vong mỗi năm ở trẻ em (từ 0–4 tuổi) trên khắp châu Âu với nguyên nhân trực tiếp do ô nhiễm môi trường ở bên ngoài. Tổ chức này ước tính rằng nếu mức độ ô nhiễm trở về lại giới hạn của EU thì hơn 5.000 người trong số này có thể được cứu sống mỗi năm.

### Thuộc về tiền tệ
Các nhà khai thác về xe taxi lai ở New York cũng đã báo cáo rằng việc giảm tiêu thụ nhiên liệu giúp họ tiết kiệm hàng nghìn đô la mỗi năm.

### Sự phê bình
Một nghiên cứu của CNW Marketing Research gợi ý rằng chi phí năng lượng tăng thêm cho việc sản xuất, vận chuyển, sự vứt bỏ và tuổi thọ ngắn của một số loại phương tiện này (đặc biệt là xe lai xăng-điện) lớn hơn bất kỳ khoản tiết kiệm năng lượng nào do họ sử dụng ít xăng dầu hơn trong tuổi thọ có ích. Thể loại của cuộc tranh cãi này là sự tranh cãi lâu dài. Các nhà phê bình của báo cáo lưu ý rằng nghiên cứu đã chia tỷ lệ tất cả chi phí nghiên cứu và phát triển của Toyota trên một số lượng tương đối nhỏ những chiếc Priuses trên đường, thay vì sử dụng chi phí gia tăng của việc chế tạo một chiếc xe; sử dụng 109.000 dặm (175.000 km) cho suốt vòng đời của một chiếc Prius (Toyota cung cấp 150.000 dặm (240.000 km) bảo hành đối với các thành phần lai của Prius, bao gồm cả pin), và được tính toán rằng phần lớn năng lượng từ đầu đến cuối của ô tô được sử dụng trong quá trình sản xuất xe, không phải khi nó được lái. Thanh tra về Tiêu dùng của Na Uy Bente Øverli tuyên bố rằng "Ô tô không thể làm bất cứ điều gì tốt cho môi trường ngoại trừ ít thiệt hại hơn những loại khác." Dựa trên ý kiến này, luật pháp Na Uy hạn chế nghiêm ngặt việc sử dụng " greenwashing " (quảng cáo xanh) để tiếp thị ô tô, nghiêm cấm quảng cáo một phương tiện là thân thiện với môi trường, với mức phạt lớn đối với những người vi phạm.
Một số nghiên cứu cố gắng tìm cách so sánh các tác động đến môi trường của xe chạy bằng điện và xe chạy bằng xăng trong một vòng đời hoàn chỉnh, bao gồm cả quá trình sản xuất, sự vận hành và sự tháo dỡ. Nhìn chung, các kết quả khác nhau rất nhiều vì tùy thuộc vào từng khu vực được xem xét, do sự khác biệt về nguồn năng lượng để sản xuất điện mà cung cấp nhiên liệu cho xe điện. Khi chỉ xét đến lượng khí thải CO2, người ta lưu ý rằng sản xuất ô tô điện tạo ra lượng khí thải nhiều gấp đôi so với ô tô sử dụng động cơ đốt trong.  Tuy nhiên, sự thải ra của CO 2 trong quá trình hoạt động lớn hơn nhiều (trung bình) so với trong quá trình sản xuất. Đối với ô tô điện, lượng khí thải gây ra trong quá trình vận hành phụ thuộc vào các nguồn năng lượng được sử dụng để sản xuất điện và do đó khác nhau rất nhiều về mặt địa lý. Các nghiên cứu cho thấy rằng khi tính đến cả sản xuất và vận hành, ô tô điện sẽ gây ra nhiều khí thải hơn ở các nền kinh tế nơi sản xuất điện không sạch, ví dụ chủ yếu là sử dụng than đá.   Vì lý do này, một số nghiên cứu đã phát hiện ra rằng việc lái xe ô tô điện ở các bang miền tây Hoa Kỳ ít gây hại cho môi trường hơn so với các bang miền đông, nơi sản xuất ít điện hơn bằng cách sử dụng các nguồn sạch hơn. Tương tự, ở các quốc gia như Ấn Độ, Úc hay Trung Quốc, nơi phần lớn điện năng được sản xuất bằng cách sử dụng than, lái xe điện sẽ gây ra thiệt hại môi trường lớn hơn lái xe chạy xăng. Khi biện minh cho việc sử dụng ô tô điện thay vì ô tô sử dụng xăng, những nghiên cứu kiểu này không đưa ra kết quả đủ rõ ràng. Tác động đến môi trường được tính toán dựa trên hỗn hợp nhiên liệu được sử dụng để sản xuất điện mà cung cấp năng lượng cho ô tô điện. Tuy nhiên, khi xe sử dụng gas được thay thế bằng xe điện tương đương thì phải lắp thêm nguồn điện vào mạng lưới điện. Công suất bổ sung này thường sẽ không dựa trên cùng tỷ lệ giữa các nguồn năng lượng ("sạch" so với nhiên liệu hóa thạch) hơn so với công suất hiện tại. Chỉ khi năng lực sản xuất điện bổ sung được lắp đặt để chuyển từ xăng sang xe điện chủ yếu bao gồm các nguồn sạch thì việc chuyển sang sử dụng xe điện mới có thể giảm thiểu tác hại đến môi trường. Một vấn đề phổ biến khác trong phương pháp luận được sử dụng trong các nghiên cứu về so sánh là nó chỉ tập trung vào các loại tác động môi trường cụ thể. Trong khi một số nghiên cứu chỉ tập trung vào sự thải ra của các chất ô nhiễm khí trong vòng đời hoặc chỉ phát thải khí nhà kính như CO2, việc so sánh cũng cần tính đến các tác động môi trường khác như các chất ô nhiễm thải ra trong quá trình sản xuất và vận hành hay các thành phần không thể tái chế được hiệu quả.  Ví dụ bao gồm việc sử dụng kim loại nhẹ hơn có hiệu suất cao, pin lithi và các kim loại hiếm hơn trong ô tô điện, tất cả đều có tác động cao đến môi trường.
Một nghiên cứu cũng xem xét các yếu tố khác ngoài tiêu thụ năng lượng và thải ra lượng khí thải carbon đã gợi ý rằng không có một chiếc xe ô tô nào thân thiện với môi trường.
Việc sử dụng các phương tiện mà làm tăng sự tiết kiệm nhiên liệu thường được coi là tích cực trong thời kỳ ngắn hạn nhưng những lời chỉ trích về bất kỳ phương tiện giao thông cá nhân nào sử dụng hydrocarbon vẫn còn. Nghịch lý Jevons cho rằng các chương trình tiết kiệm năng lượng thường phản tác dụng, thậm chí làm tăng mức tiêu thụ năng lượng trong thời gian dài. Nhiều nhà nghiên cứu về môi trường tin rằng giao thông bền vững có thể đòi hỏi sự chuyển khỏi của nhiên liệu hydrocarbon, từ mô hình ô tô và đường cao tốc hiện nay của chúng ta.

## Sự quảng bá trong nước và quốc tế

### Liên minh Châu Âu
Liên minh châu Âu đang thúc đẩy việc tiếp thị ô tô xanh hơn thông qua sự kết hợp của các biện pháp ràng buộc và các biện pháp không ràng buộc. Tính đến tháng 4 năm 2010, 15 trong số 27 quốc gia là thành viên của Liên minh châu Âu cung cấp ưu đãi thuế cho các loại xe chạy bằng điện và một số phương tiện chạy bằng nhiên liệu thay thế, bao gồm tất cả các nước Tây Âu ngoại trừ Ý và Luxembourg, thêm cả Cộng hòa Séc và Romania. Các ưu đãi bao gồm giảm và miễn thuế, cũng như trả tiền thưởng cho người mua ô tô điện, xe lai sạc điện, xe điện lai và xe chạy bằng khí đốt tự nhiên.

### Hoa Kỳ
Cơ quan Bảo vệ Môi trường Hoa Kỳ (EPA) đang thúc đẩy việc tiếp thị những chiếc xe xanh hơn thông qua chương trình SmartWay. Ký hiệu SmartWay và SmartWay Elite có nghĩa là một chiếc xe thể hiện tốt hơn với môi trường so với các phương tiện khác. Chỉ định EPA của Hoa Kỳ này được đưa ra bằng cách tính đến điểm ô nhiễm không khí và điểm khí nhà kính của phương tiện đó. Điểm ô nhiễm không khí cao hơn cho thấy các phương tiện thải ra lượng chất ô nhiễm gây khói thấp hơn so với các phương tiện khác. Điểm khí nhà kính cao hơn cho thấy những phương tiện thải ra lượng carbon dioxide thấp hơn và có khả năng tiết kiệm nhiên liệu được cải thiện so với các phương tiện khác.
Liên minh tiếp thị xe xanh, kết hợp với Phòng thí nghiệm Quốc gia Oak Ridge (ONRL), họp định kỳ và điều phối các nỗ lực tiếp thị.

## Giải thưởng Bảo hiểm lũy tiến Ô tô X
Giải thưởng bảo hiểm lũy tiến ô tô X (PIAXP) là một tập hợp các cuộc thi, chương trình và sự kiện, từ Tổ chức X PRIZE nhằm "truyền cảm hứng cho một thế hệ phương tiện siêu hiệu quả để giúp phá vỡ cơn nghiện dầu ở Mỹ và ngăn chặn tác động của biến đổi khí hậu. "  Bảo hiểm lũy tiến là nhà tài trợ chính của giải thưởng, trung tâm của giải thưởng là Bộ phận cạnh tranh, trong đó số tiền 10 triệu đô la sẽ được chia cho những người chiến thắng trong ba cuộc thi.
Bản chất của mỗi cuộc thi là để thiết kế, chế tạo và để đua những chiếc xe siêu hiệu quả đạt 100 MPGe (2,35 lít / 100 km) và có thể được sản xuất cho thị trường đại chúng. Trong bộ phận cạnh tranh, có hai hạng xe: trào lưu chính và thay thế. Lớp trào lưu chính có giải thưởng 5 triệu đô la. Lớp thay thế có 2 giải thưởng riêng biệt trị giá 2,5 triệu USD, một giải cho chỗ ngồi cạnh nhau và một giải cho chỗ ngồi song song.
Một số đối thủ, chẳng hạn như Aptera và Tesla, đã nhận đặt cọc mua xe 'xanh' từ khách hàng.

## Bảng xếp hạng xe xanh

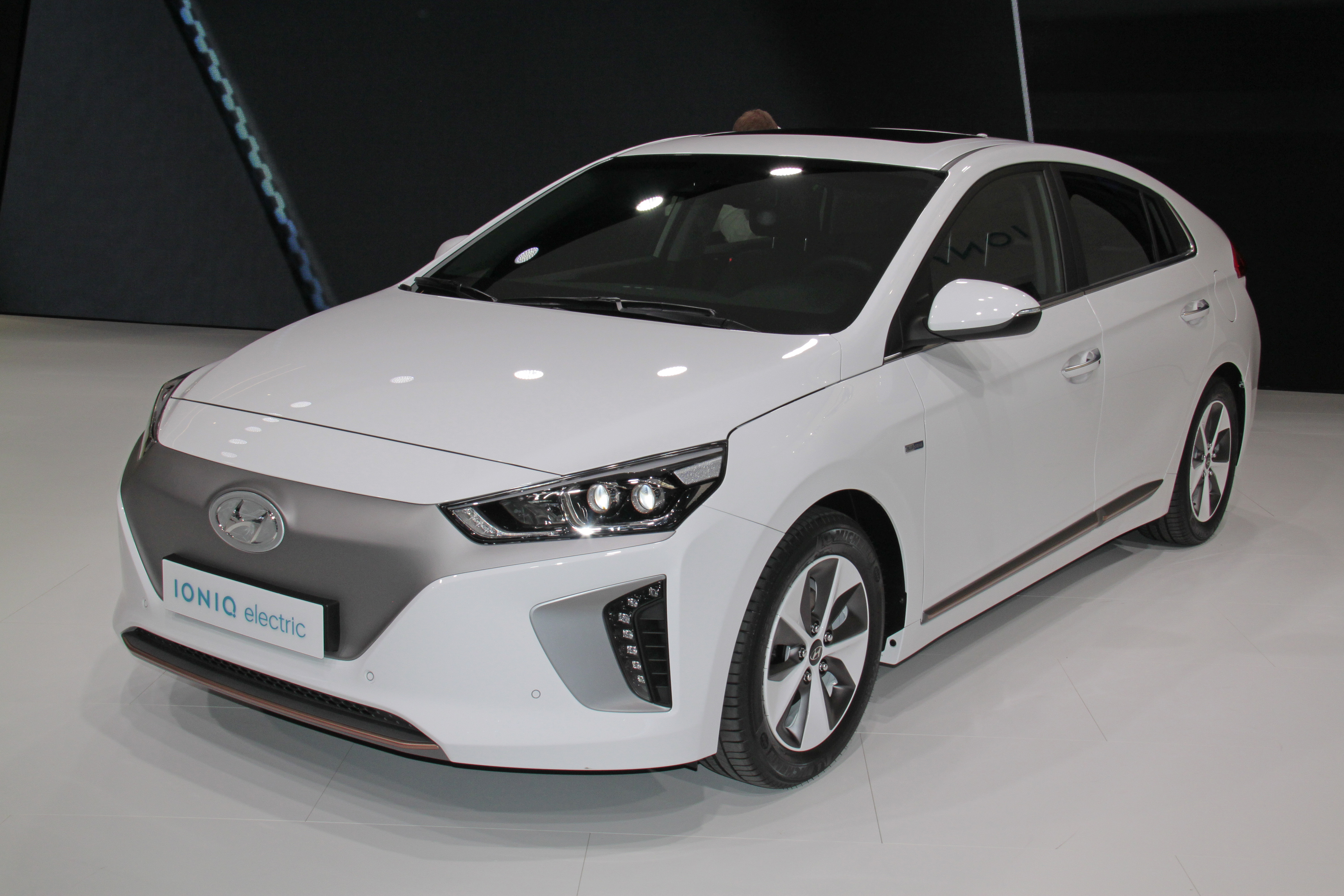
Hyundai Ioniq Electric

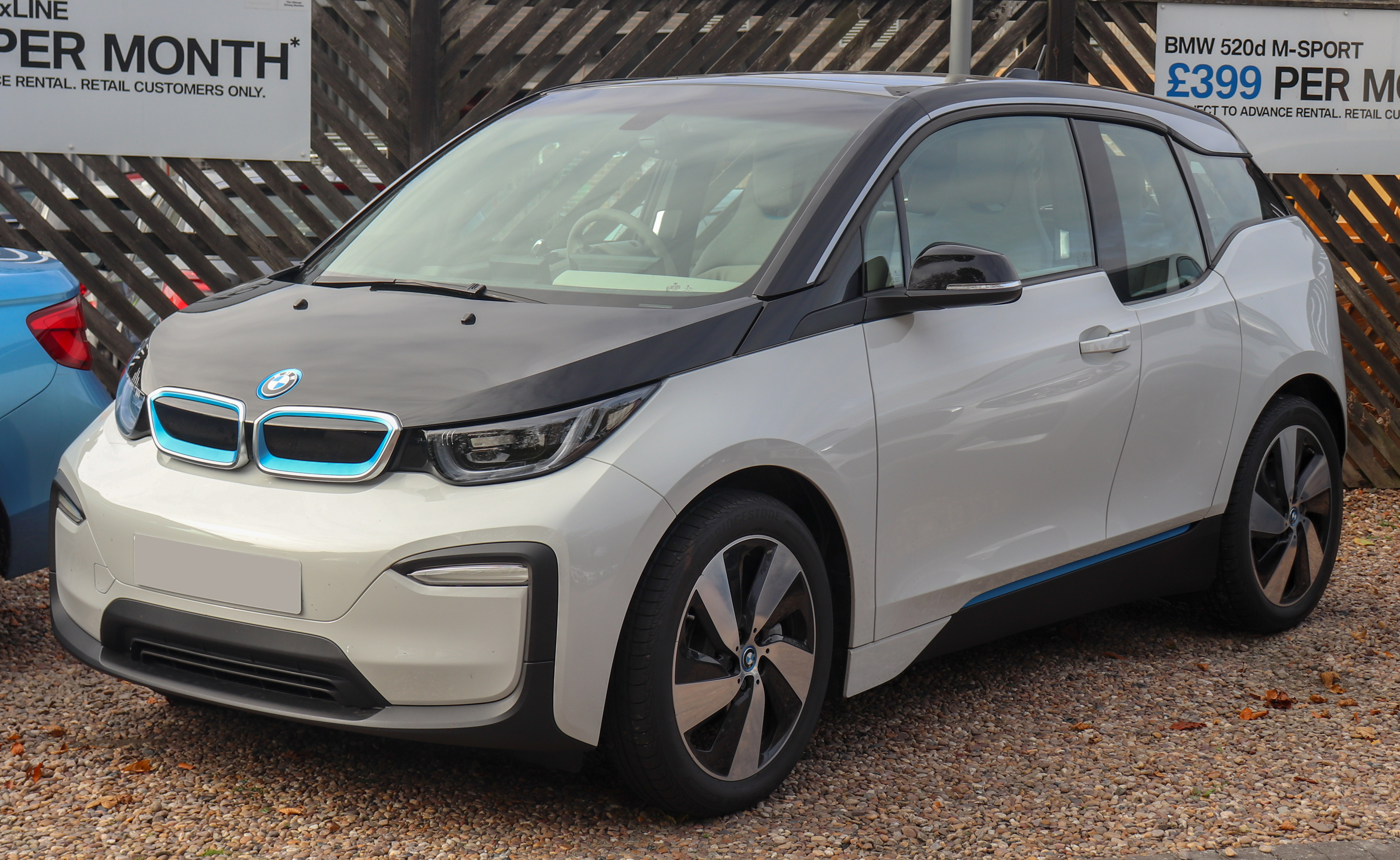
Xe điện BMW i3

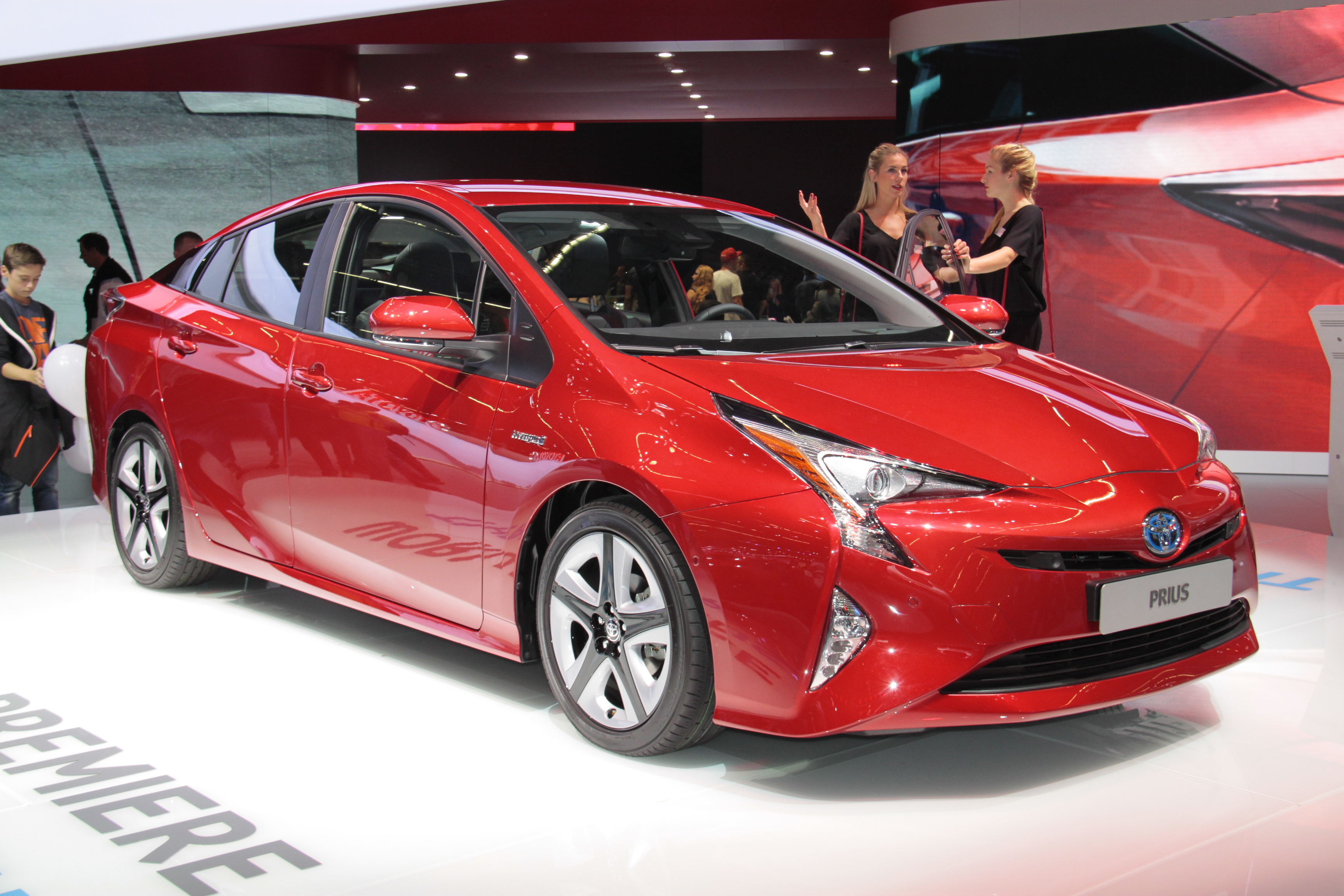
Toyota Prius Eco (thế hệ thứ 4)

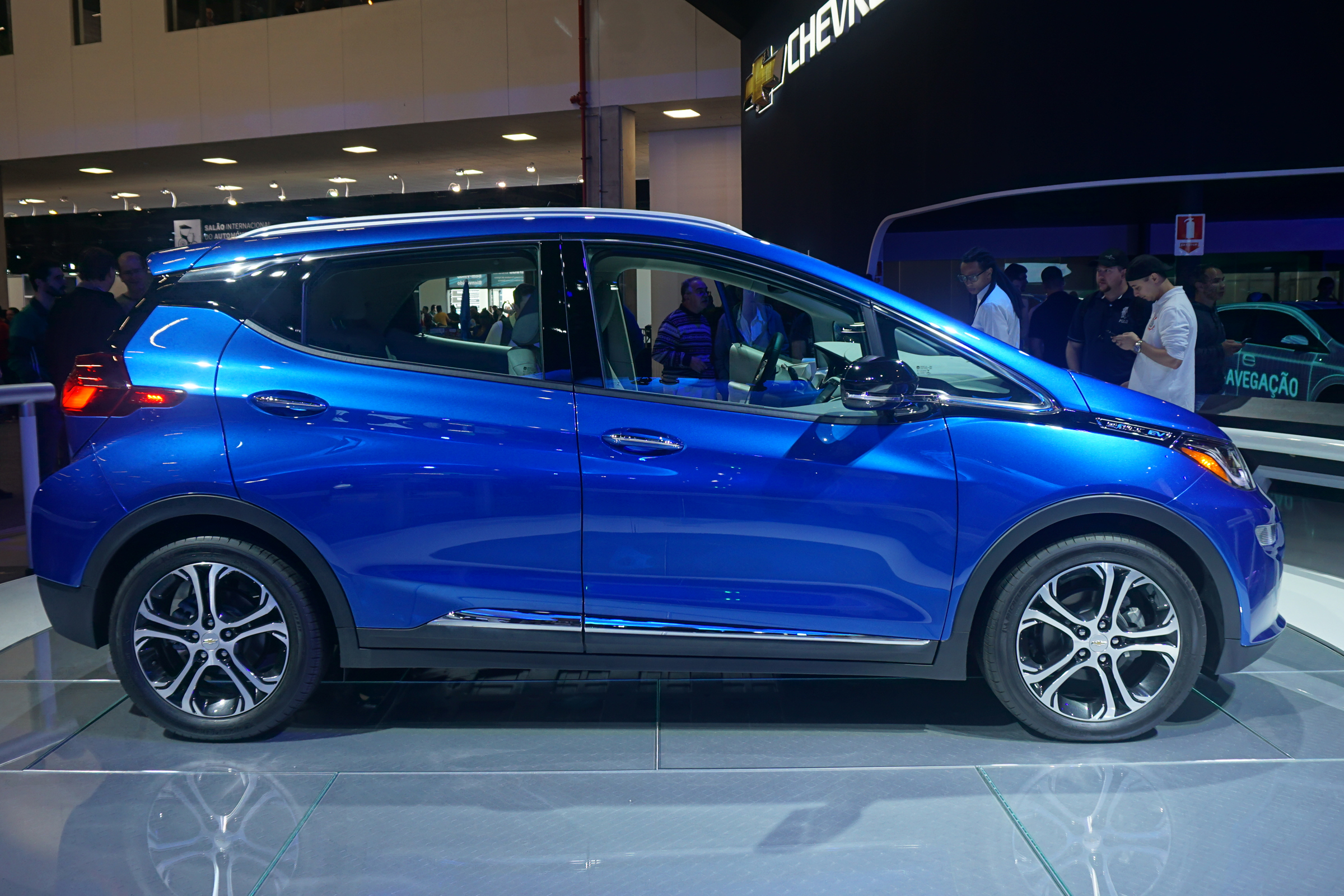
Chevrolet Bolt EV

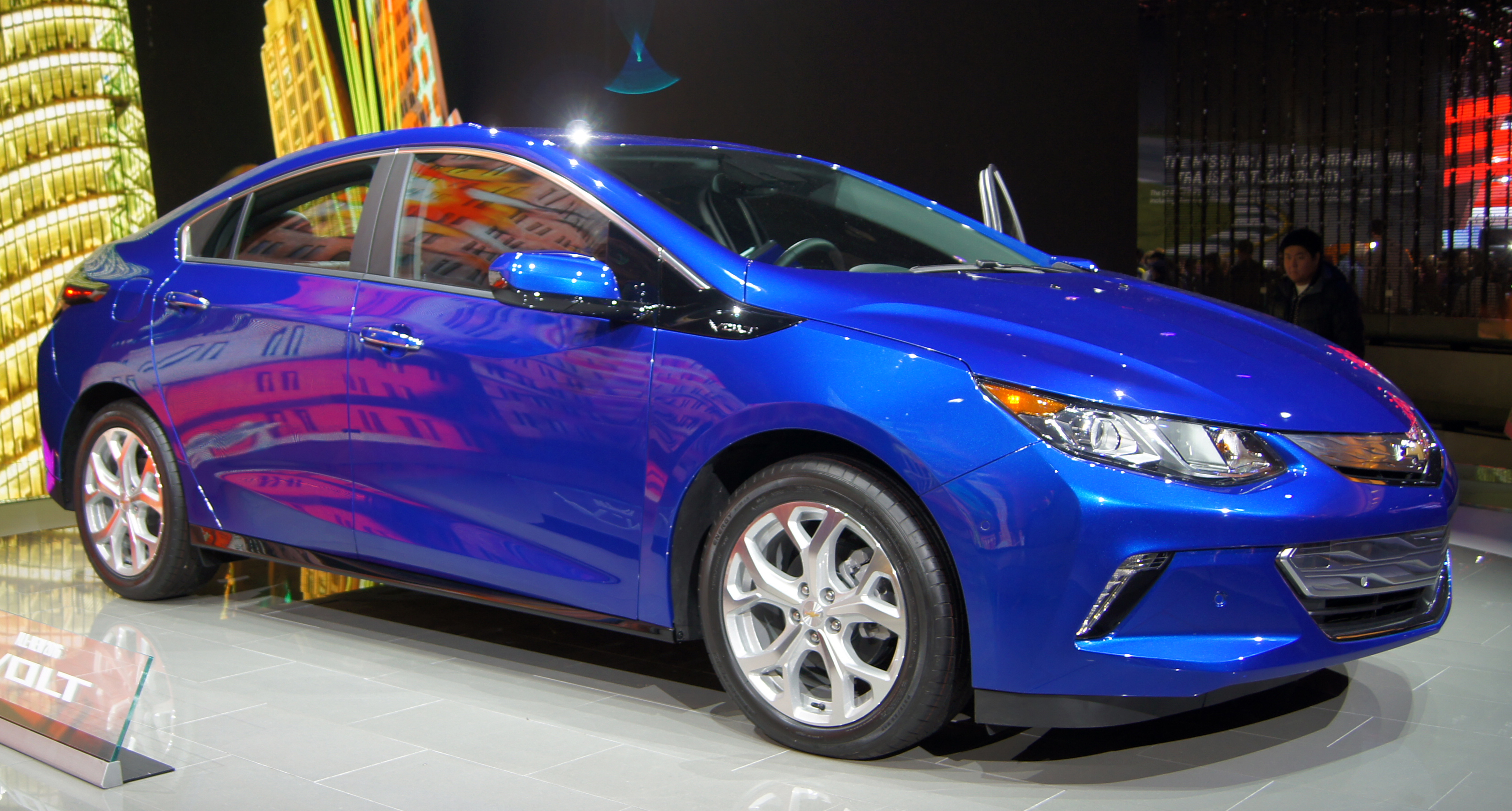
Chevrolet Volt (thế hệ thứ 2) plug-in hybrid

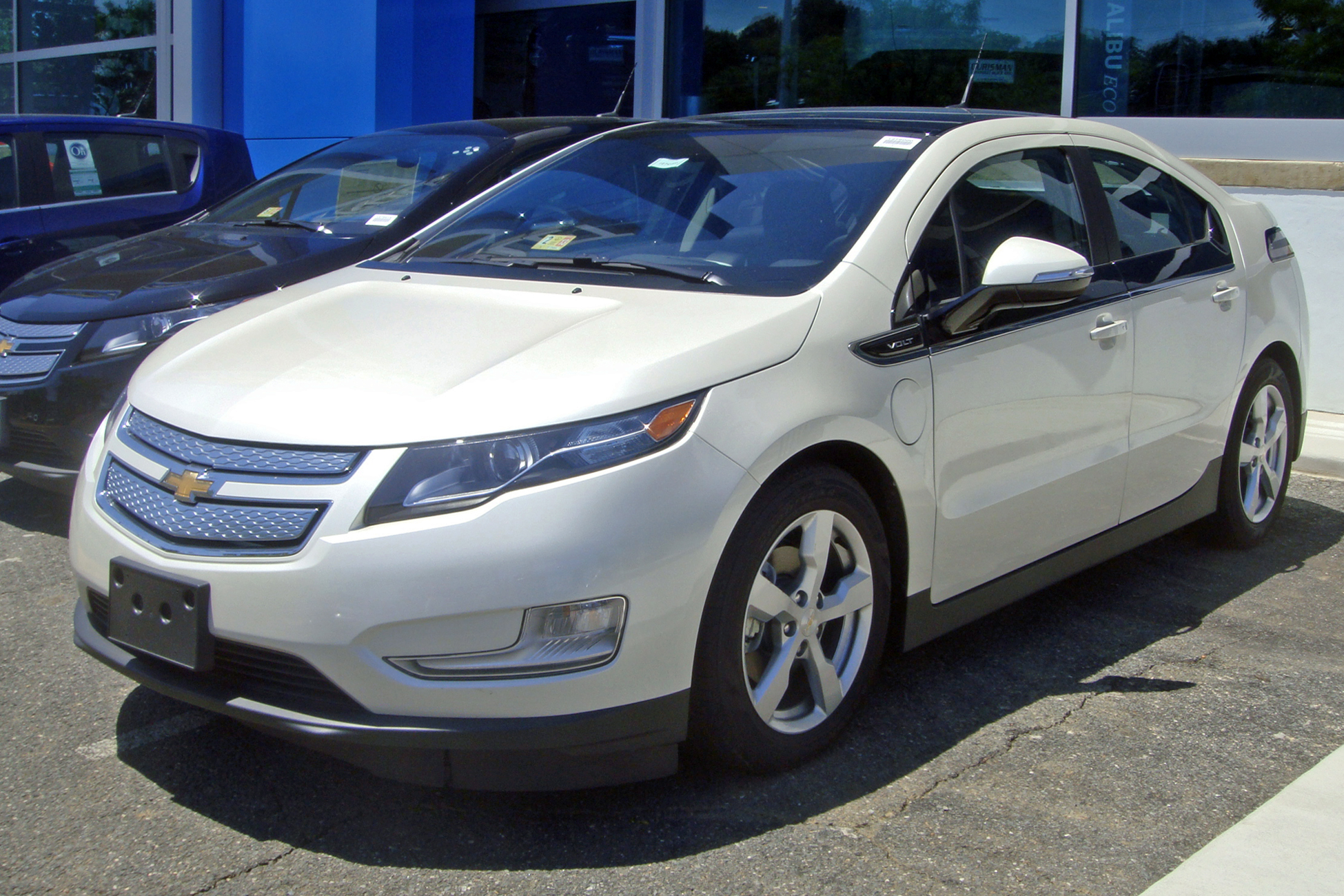
Chevrolet Volt (thế hệ đầu tiên) xe lai sạc điện

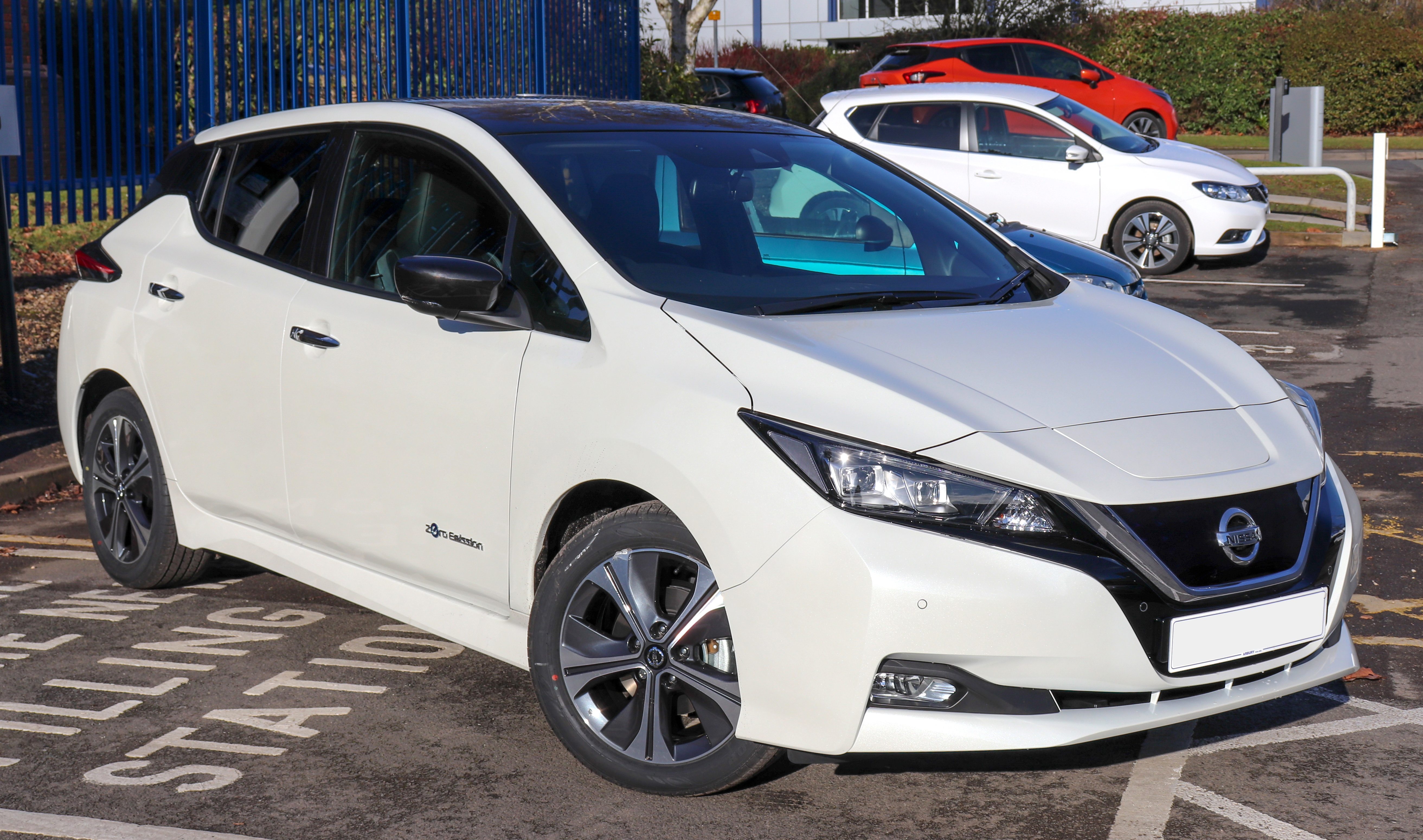
Xe điện Nissan Leaf

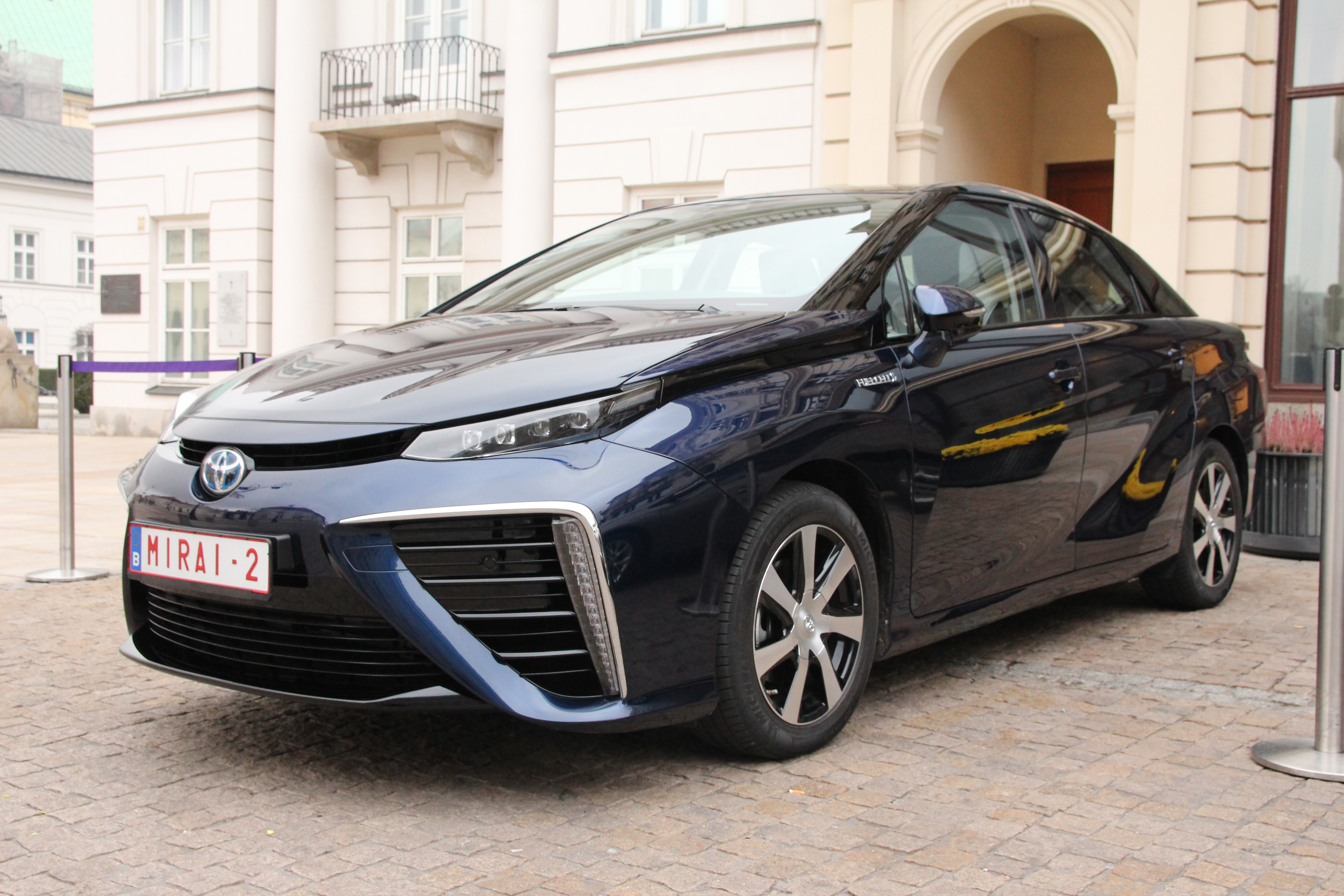
Ô tô Toyota Mirai dùng pin nhiên liệu hydro

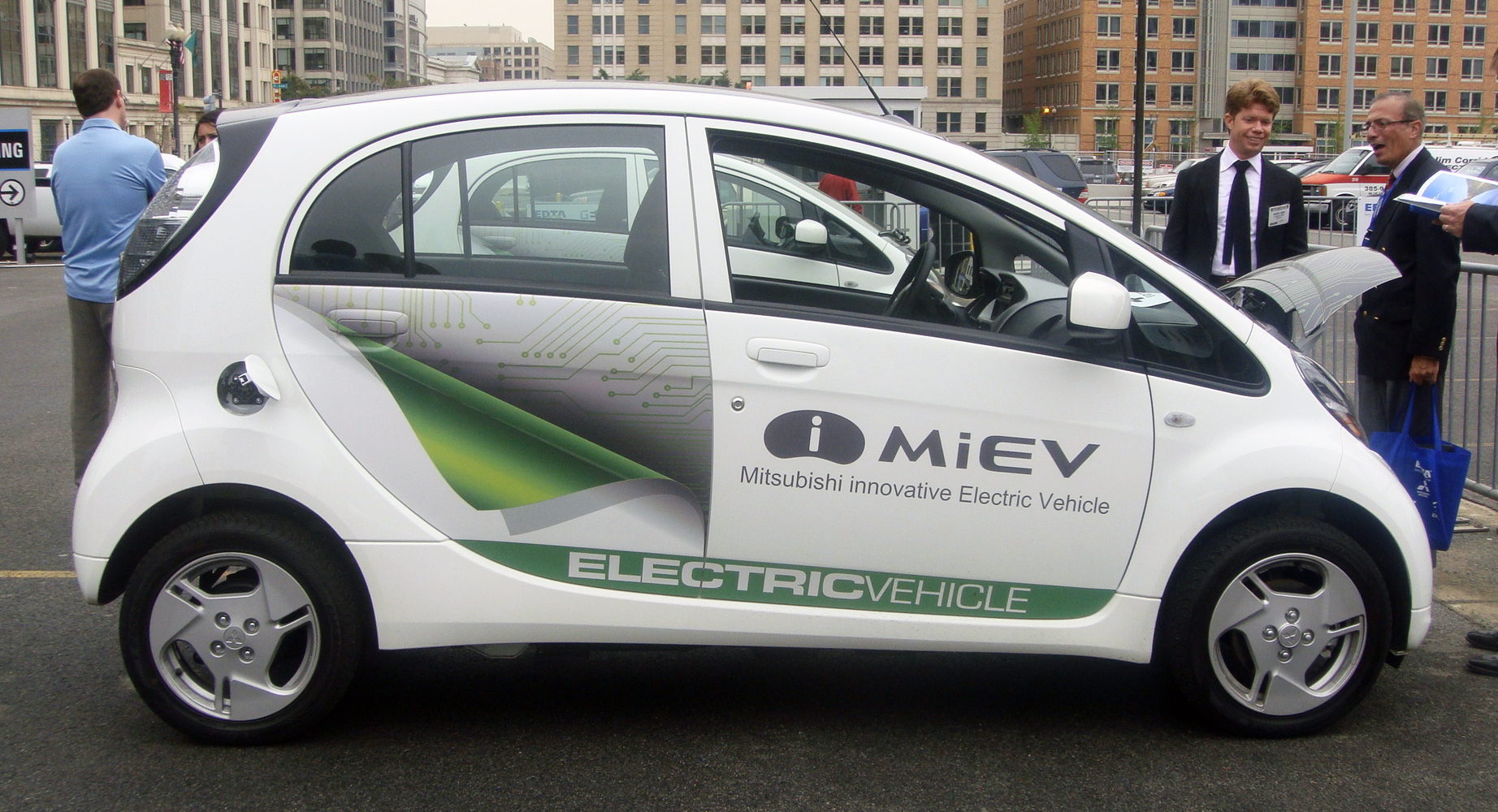
Xe điện Mitsubishi i-MiEV

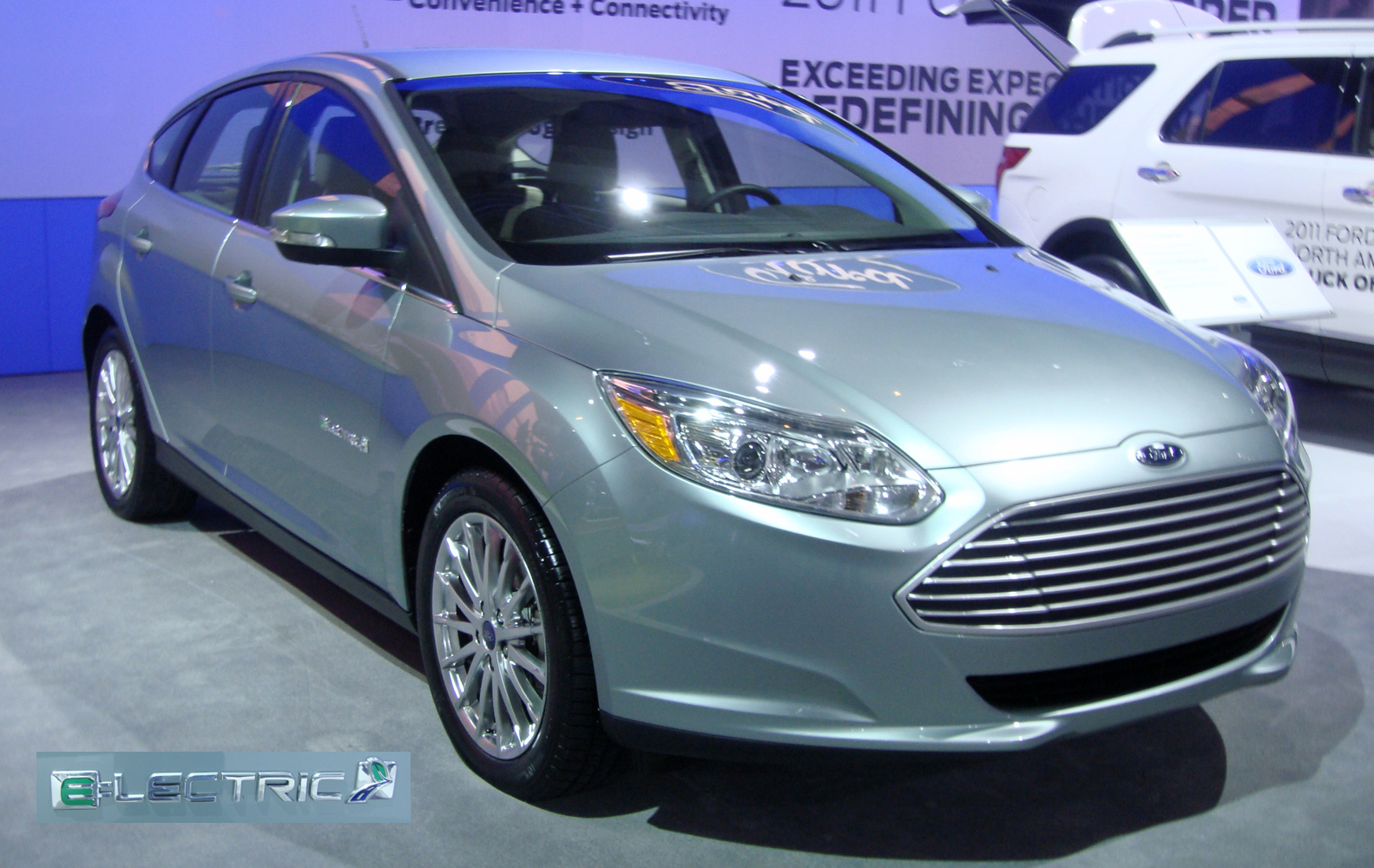
Ford Focus Điện

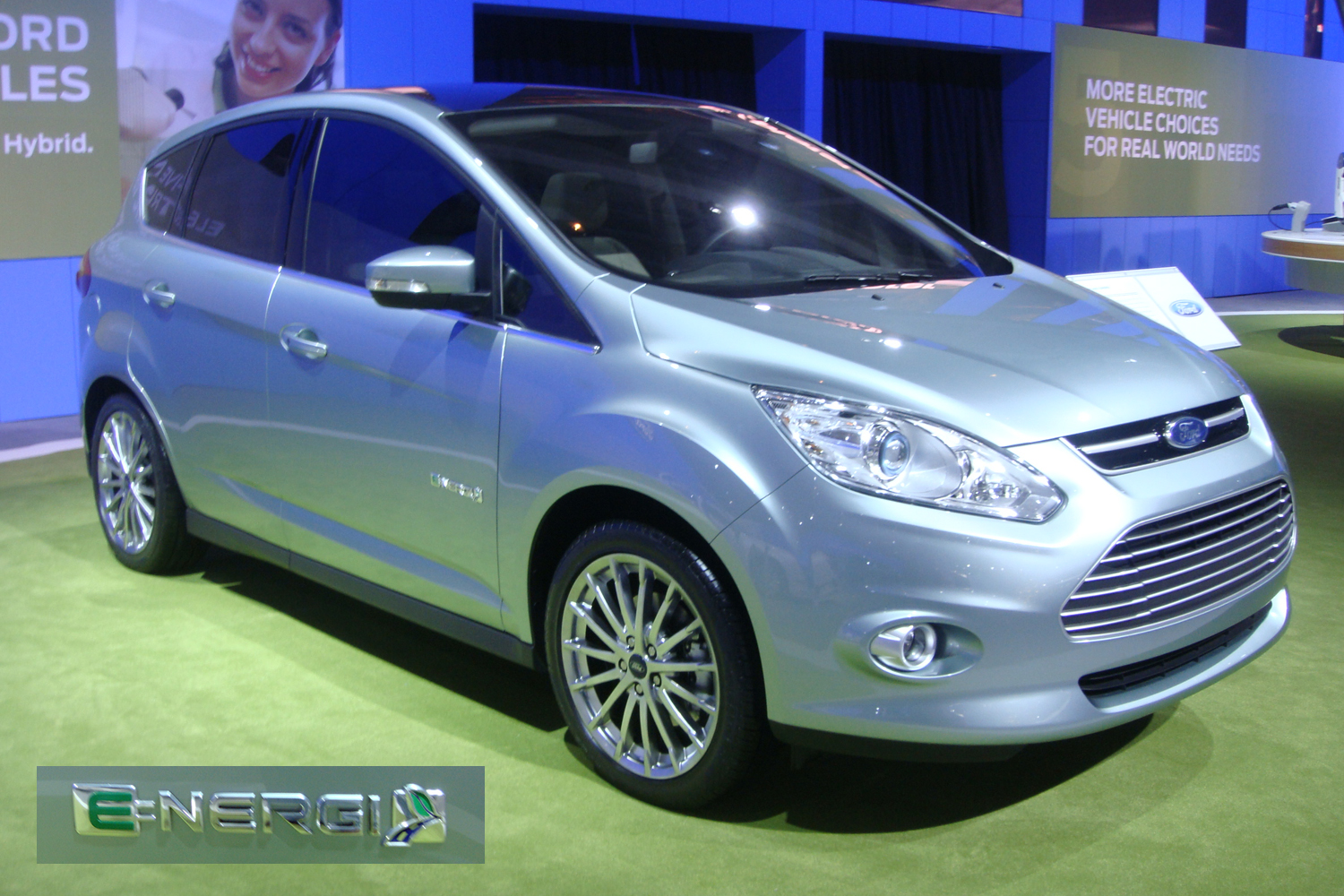
Ford C-Max Energi xe lai sạc điện

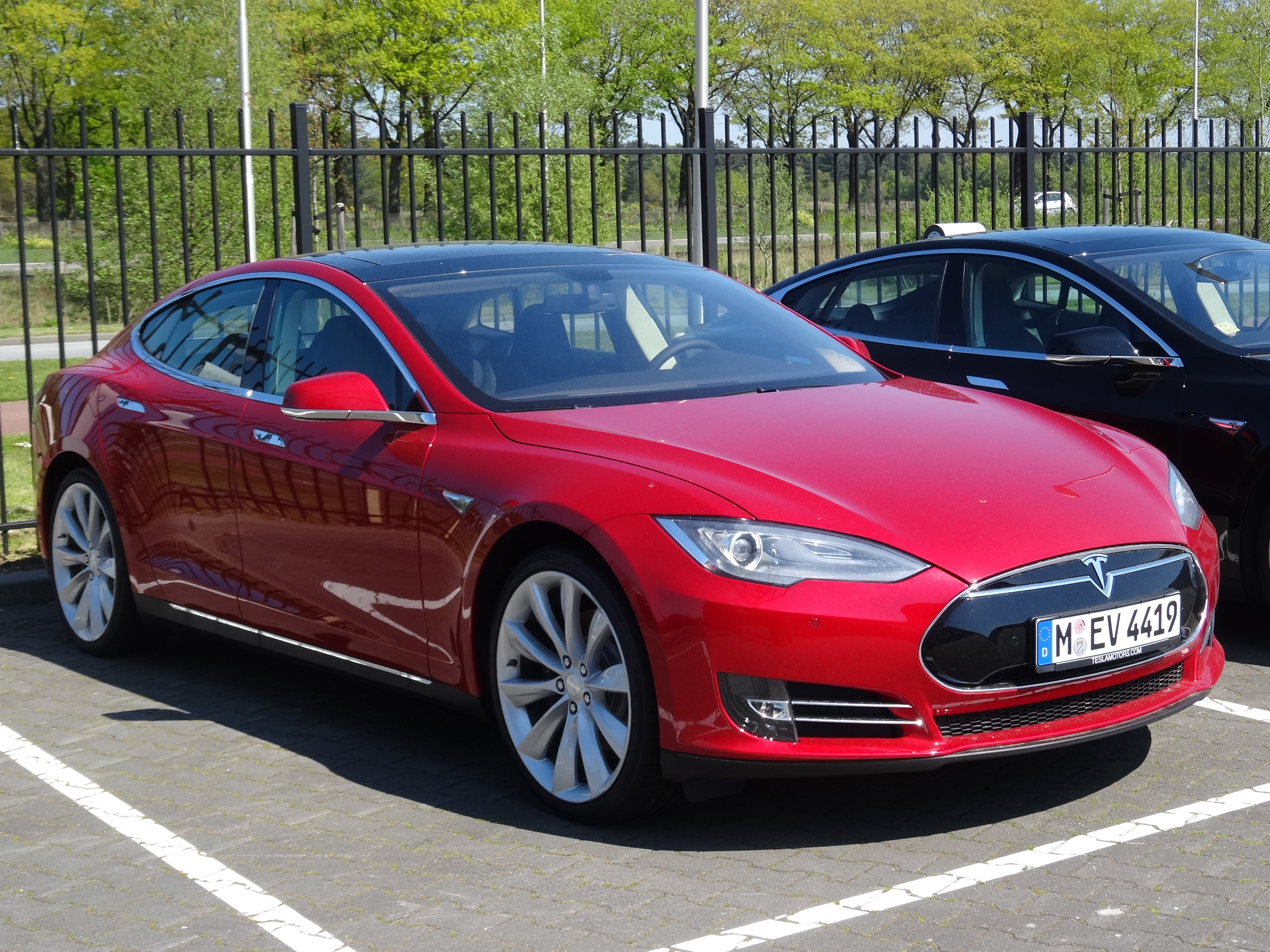
Xe điện Tesla Model S

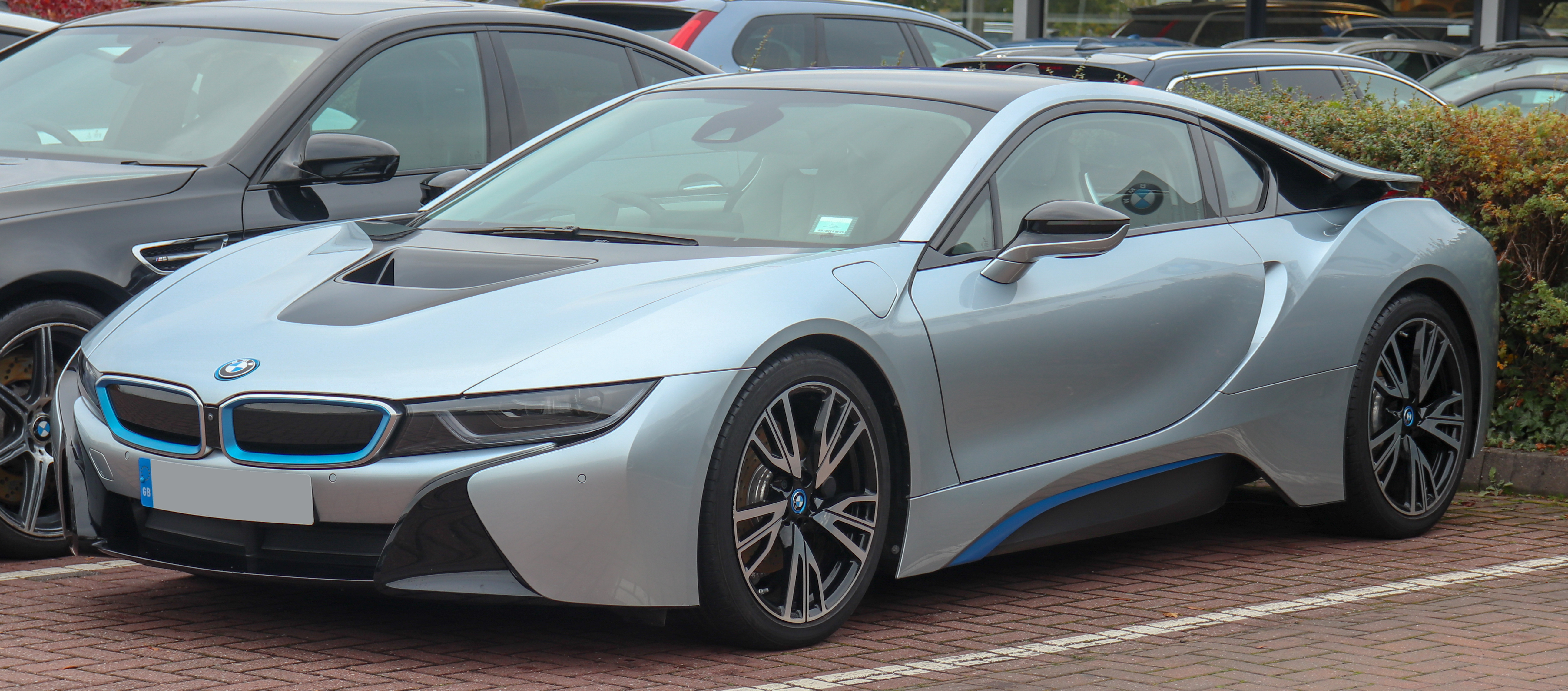
BMW i8 xe lai sạc điẹn

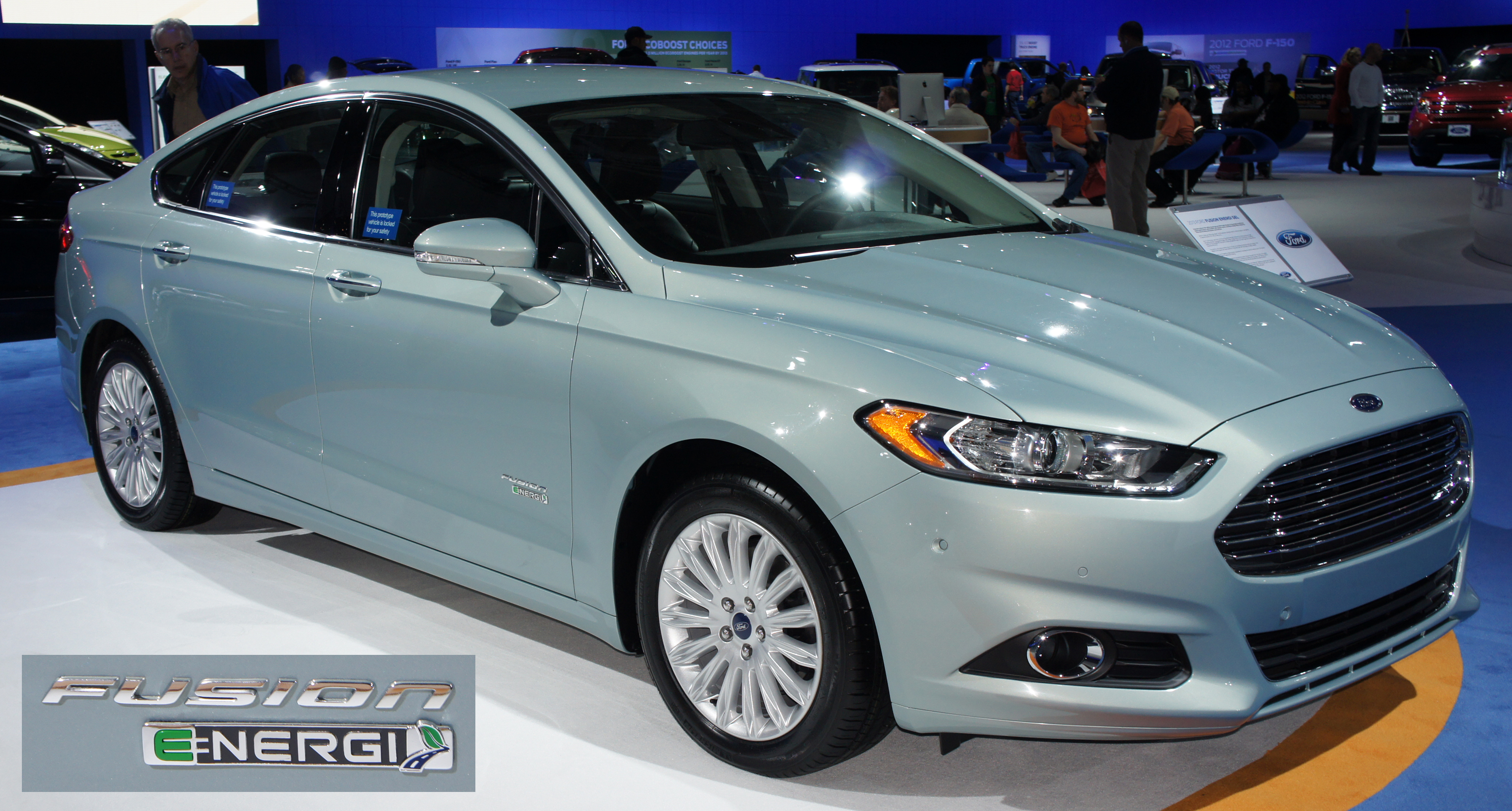
Ford Fusion Energi xe lai sạc điện

Honda Accord xe lai sạc điện

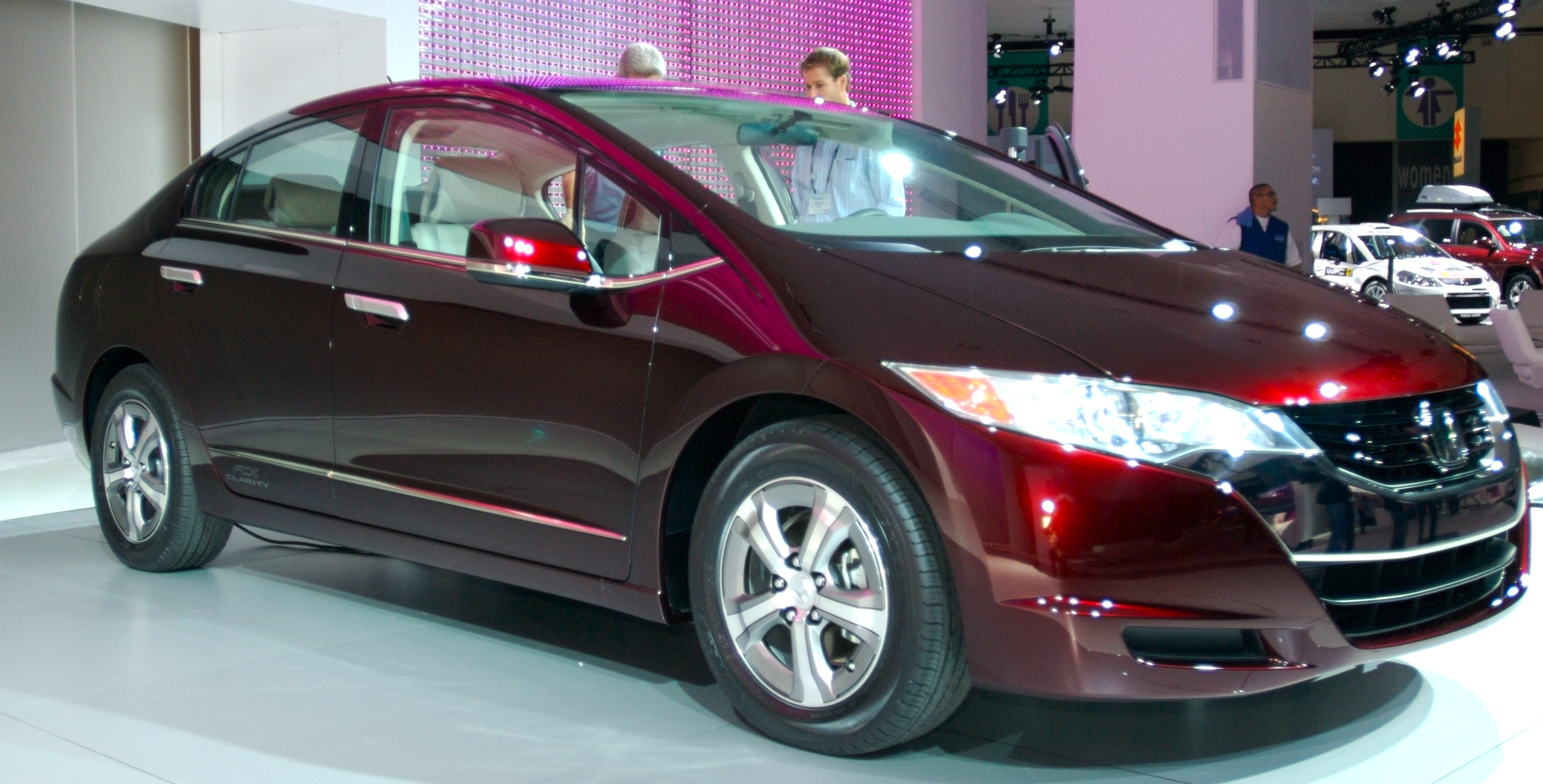
Ô tô Honda FCX Clarity chạy bằng pin nhiên liệu hydro

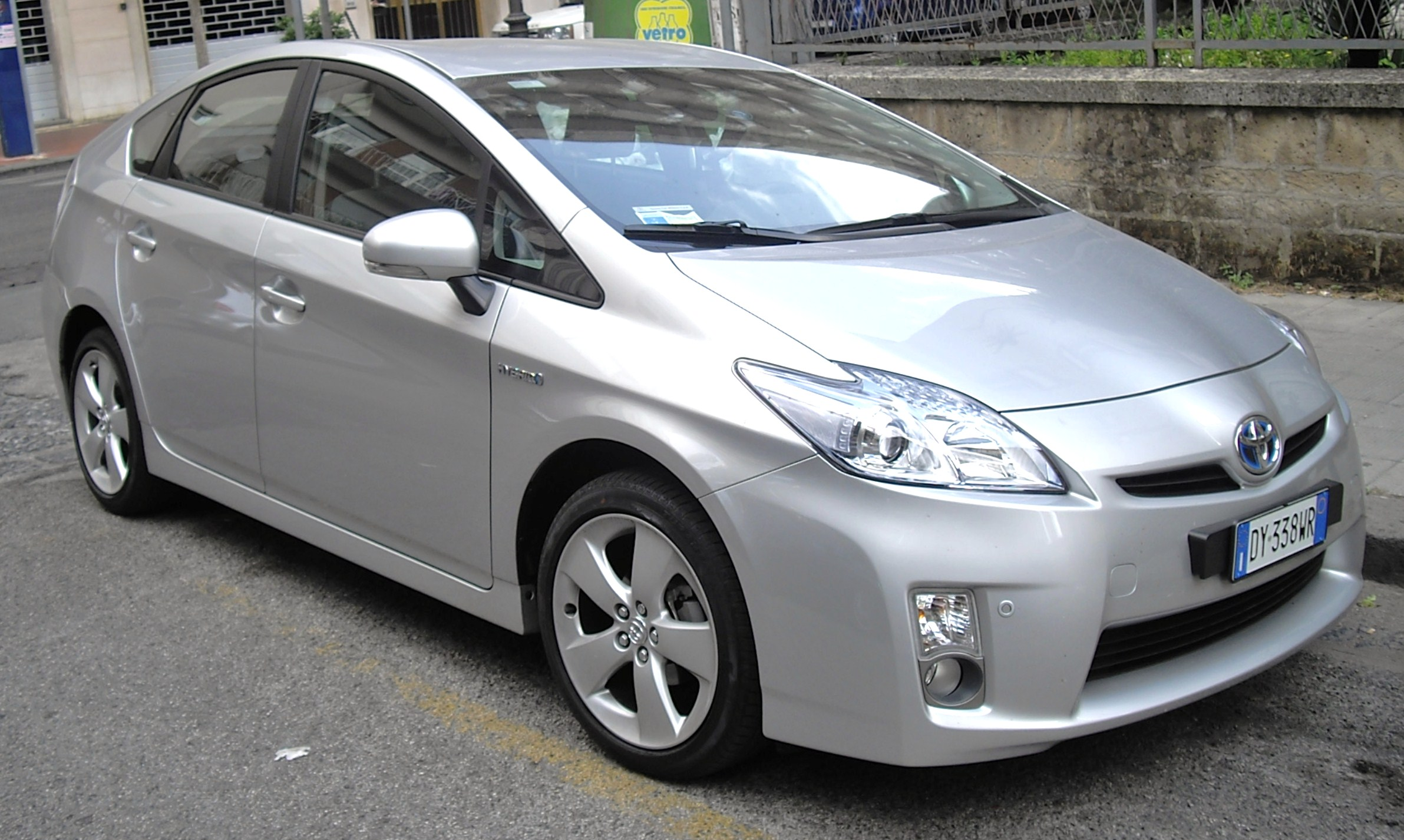
Toyota Prius (thế hệ thứ 3)

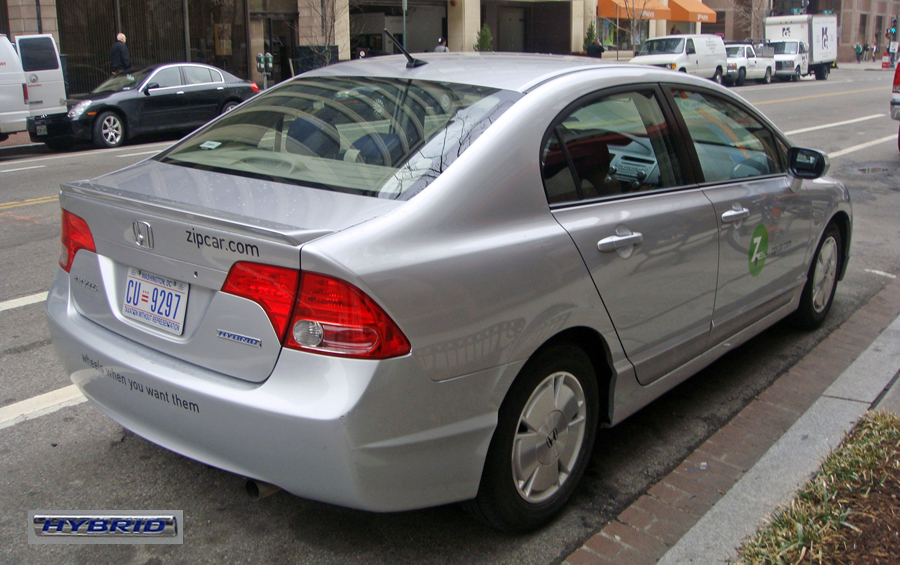
Honda Civic Hybrid (thế hệ thứ 2)

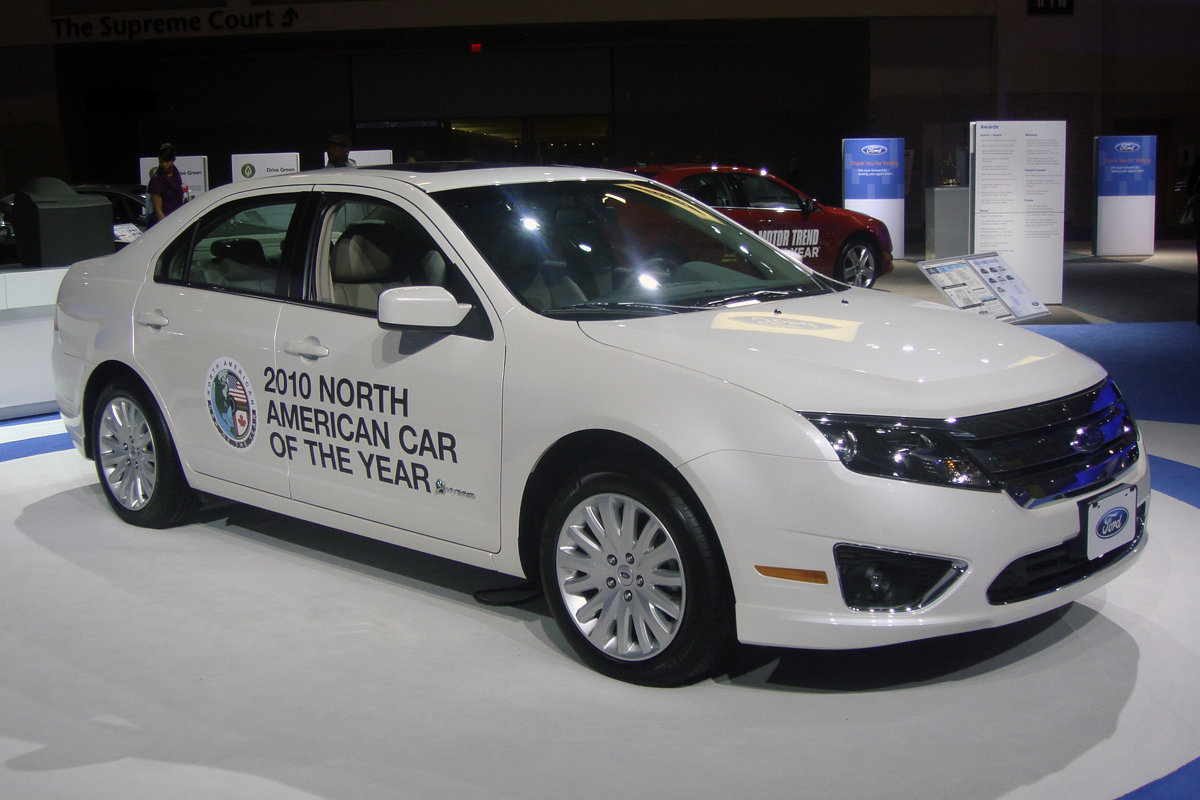
Ford Fusion Hybrid (thế hệ đầu tiên)

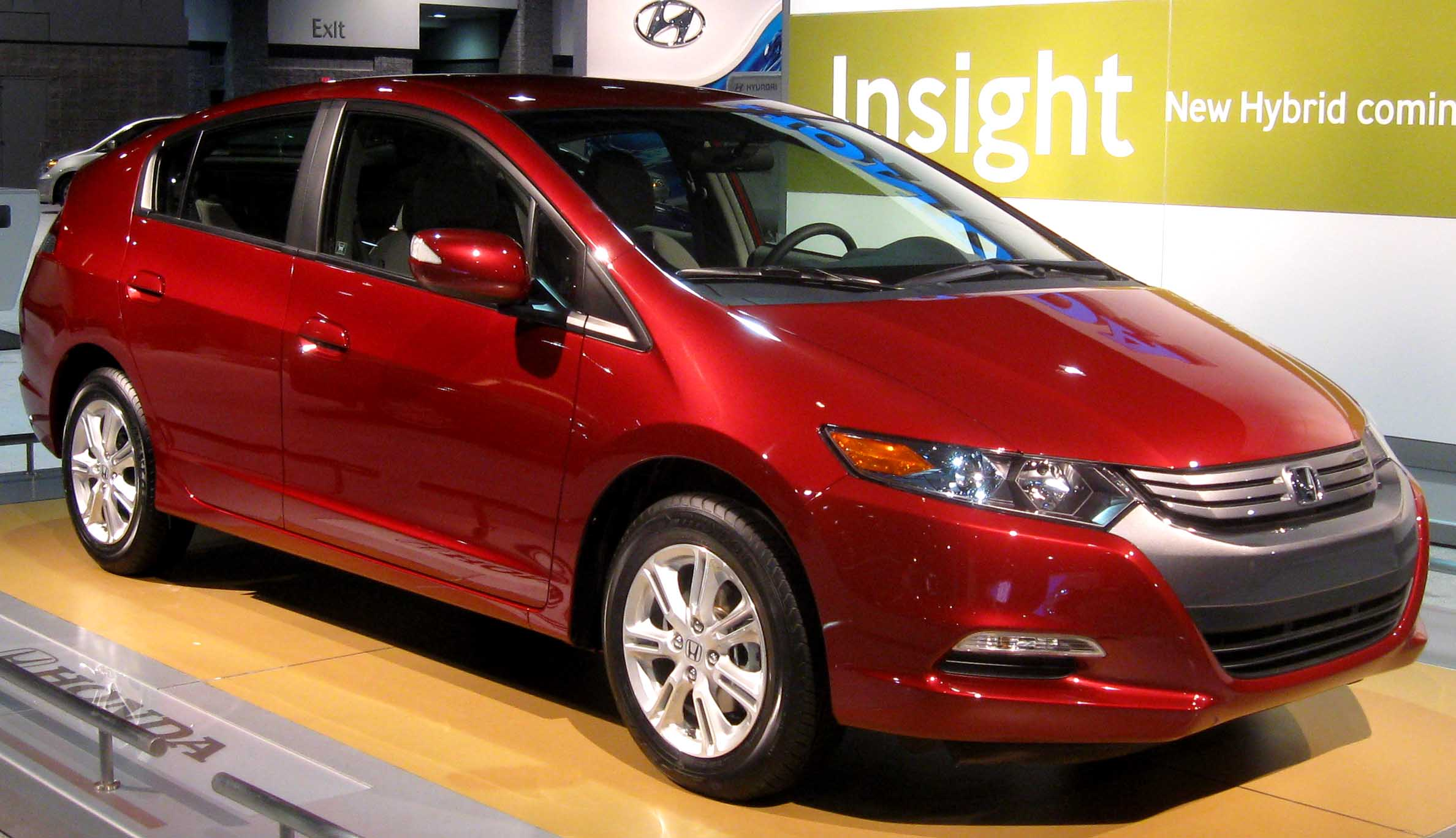
Honda Insight (thế hệ thứ 2)

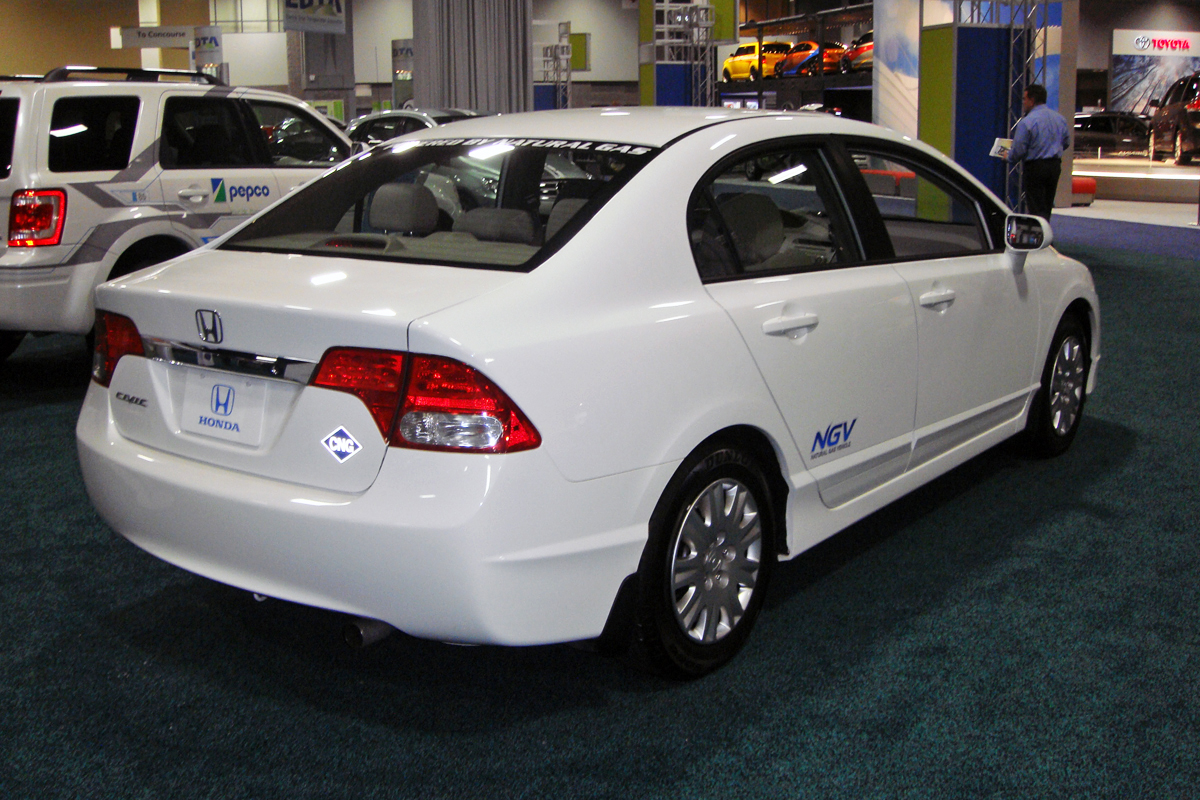
Honda Civic GX

Một số tạp chí về ô tô, các ấn phẩm chuyên ngành về xe cơ giới và các nhóm môi trường công bố bảng xếp hạng hàng năm hay danh sách những chiếc xe "xanh" tốt nhất của một năm nhất định. Bảng sau đây sẽ trình bày một số lựa chọn hàng đầu theo hàng năm. 
| Bảng xếp hạng theo lựa chọn hằng năm của xe xanh                                      | Bảng xếp hạng theo lựa chọn hằng năm của xe xanh | Bảng xếp hạng theo lựa chọn hằng năm của xe xanh | Bảng xếp hạng theo lựa chọn hằng năm của xe xanh        | Bảng xếp hạng theo lựa chọn hằng năm của xe xanh        | Bảng xếp hạng theo lựa chọn hằng năm của xe xanh        |
| Phương tiện                                                                           | Năm mẫu                                          | Loại phương tiện hay chất đốt                    | EPA Phối hợp mileage (mpg)                              | EPA Thành phố mileage (mpg)                             | EPA Highway mileage (mpg)                               |
| ------------------------------------------------------------------------------------- | ------------------------------------------------ | ------------------------------------------------ | ------------------------------------------------------- | ------------------------------------------------------- | ------------------------------------------------------- |
| Phương tiện có năng lực nhất được chứng thực qua EPA dựa vào sự đánh giá trộn với MPG |                                                  |                                                  |                                                         |                                                         |                                                         |
| Hyundai Ioniq Electric— mọi năm, mọi chất đốt                                         | 2017                                             | Xe điện                                          | 136 mpg-e                                               | 150 mpg-e                                               | 122 mpg-e                                               |
| BMW i3— mọi năm, mọi chất đốt                                                         | 2014/16                                          | Xe điện                                          | 124 mpg-e                                               | 137 mpg-e                                               | 111 mpg-e                                               |
| BMW i3 REx — Hiện nay, xăng là khí đốt                                                | 2014/16                                          | Xe lai sạc điện                                  | 88 mpg-e                                                | 97 mpg-e                                                | 79 mpg-e                                                |
| Toyota Prius Eco — Hiện nay, xăng là khí đốt                                          | 2016                                             | Xe lai                                           | 56                                                      | 58                                                      | 53                                                      |
| Báo xe xanh - Xe xanh của năm                                                         |                                                  |                                                  |                                                         |                                                         |                                                         |
| Chevrolet Bolt EV —Giải thưởng 2017                                                   | 2017                                             | Xe điện                                          | 119 mpg-e                                               | 128 mpg-e                                               | 110 mpg-e                                               |
| Chevrolet Volt (thế hệ thứ hai) — Giải thưởng 2016                                    | 2016                                             | Xe lai sạc điện                                  | Gas tương đương với phương thức sử dụng toàn điện       | Phương thức sử dụng toàn xăng                           | Phạm vi dùng toàn bộ điện                               |
| Chevrolet Volt (thế hệ thứ hai) — Giải thưởng 2016                                    | 2016                                             | Xe lai sạc điện                                  | 106 mpg-e                                               | 42 mpg                                                  | 53 mi                                                   |
| BMW i3 —Giải thưởng 2015                                                              | 2014                                             | Xe điện                                          | 124 mpg-e                                               | 137 mpg-e                                               | 111 mpg-e                                               |
| Đội ngũHonda Accord thế hệ thứ 9 — Giải thưởng 2014                                   | 2014                                             | Xăng biến thể lai và sạc điện                    | mim 29 mpg, lai 47 mpg, plug-in 115 mpg-e               | mim 29 mpg, lai 47 mpg, plug-in 115 mpg-e               | mim 29 mpg, lai 47 mpg, plug-in 115 mpg-e               |
| Đội ngũ Ford Fusion thế hệ thứ 2— Giải thưởng 2013                                    | 2013                                             | Xăng,Biến thể lai EcoBoost và sạc điện           | mim 34 mpg, hybrid 47 mpg, plug-in 100 mpg-e            | mim 34 mpg, hybrid 47 mpg, plug-in 100 mpg-e            | mim 34 mpg, hybrid 47 mpg, plug-in 100 mpg-e            |
| Honda Civic GX — giải thưởng 2012                                                     | 2012                                             | Khí tự nhiên                                     | 28                                                      | 24                                                      | 36                                                      |
| Chevrolet Volt — Giải thưởng 2011                                                     | 2011                                             | Xe lai sạc điện                                  | Gas tương đương với phương thức sử dụng toàn điện       | Xăng                                                    | Phạm vi dùng toàn bộ điện                               |
| Chevrolet Volt — Giải thưởng 2011                                                     | 2011                                             | Xe lai sạc điện                                  | 93 mpg-e                                                | 37 mpg                                                  | 35 mi                                                   |
| Báo xe xanh — Giải thưởng hình ảnh xe xanh                                            |                                                  |                                                  |                                                         |                                                         |                                                         |
| Ford C-Max Energi — Giải thưởng 2012                                                  | 2013                                             | Xe lai sạc điện                                  | Gas tương đương với phương thức sử dụng toàn điện       | Xăng                                                    | Phạm vi dùng toàn bộ điện                               |
| Ford C-Max Energi — Giải thưởng 2012                                                  | 2013                                             | Xe lai sạc điện                                  | 100 mpg-e                                               | 43 mpg                                                  | 20 mi                                                   |
| Ford Focus Electric — Giải thưởng 2011                                                | 2012                                             | Xe điện                                          | Xăng tương đương chất đốt tiết kiệm                     | Xăng tương đương chất đốt tiết kiệm                     | Phạm vi dùng toàn bộ điện                               |
| Ford Focus Electric — Giải thưởng 2011                                                | 2012                                             | Xe điện                                          | 105 mpg-e                                               | 105 mpg-e                                               | 100 mi                                                  |
| Nissan Leaf — giải thưởng 2010                                                        | 2011                                             | Xe điện                                          | Xăng tương đương chất đốt tiết kiệm                     | Xăng tương đương chất đốt tiết kiệm                     | Phạm vi dùng toàn bộ điện                               |
| Nissan Leaf — giải thưởng 2010                                                        | 2011                                             | Xe điện                                          | 99 mpg-e                                                | 99 mpg-e                                                | 73 mi                                                   |
| Chevrolet Volt — Giải thưởng 2009                                                     | 2011                                             | Xe lai sạc điện                                  | Gas tương đương với phương thức sử dụng toàn điện       | Xăng                                                    | Phạm vi dùng toàn bộ điện                               |
| Chevrolet Volt — Giải thưởng 2009                                                     | 2011                                             | Xe lai sạc điện                                  | 93 mpg-e                                                | 37 mpg                                                  | 35 mi                                                   |
| Xe toàn cầu của năm — Xe xanh toàn cầu                                                |                                                  |                                                  |                                                         |                                                         |                                                         |
| Toyota Mirai — gIải thưởng 2016                                                       | 2016                                             | Pin nhiên liệuHydrogen                           | 66 mpg-e                                                | 66 mpg-e                                                | 66 mpg-e                                                |
| BMW i8 — giải thưởng 2015                                                             | 2015                                             | Xe lai sạc điện                                  | Xăng tương đương với phương thức sử dụng toàn điện      | Xăng                                                    | Phạm vi dùng toàn bộ điện                               |
| BMW i8 — giải thưởng 2015                                                             | 2015                                             | Xe lai sạc điện                                  | 76 mpg-e                                                | 28 mpg                                                  | 15 mi                                                   |
| BMW i3 — 2014 Giải thưởng                                                             | 2014                                             | Xe điện                                          | Xăng tương đương chất đốt tiết kiệm                     | Xăng tương đương chất đốt tiết kiệm                     | Phạm vi dùng toàn bộ điện                               |
| BMW i3 — 2014 Giải thưởng                                                             | 2014                                             | Xe điện                                          | 124 mpg-e                                               | 124 mpg-e                                               | 81 mi                                                   |
| Tesla Model S — Giải thưởng 2013                                                      | 2013                                             | Xe điẹn (60/85 kWh bộ pin)                       | Xăng tương đương chất đốt tiết kiệm                     | Xăng tương đương chất đốt tiết kiệm                     | Phạm vi dùng toàn bộ điện                               |
| Tesla Model S — Giải thưởng 2013                                                      | 2013                                             | Xe điẹn (60/85 kWh bộ pin)                       | 95/89 mpg-e                                             | 95/89 mpg-e                                             | 208/265 mi                                              |
| Mercedes-Benz S 250 CDI BlueEFFICIENCY — Giải thưởng 2012                             | 2012                                             | Động cơ diesel sạch                              | 5,7 l/100 km (50 mpg‑Anh; 41 mpg‑Mỹ)                    | 5,7 l/100 km (50 mpg‑Anh; 41 mpg‑Mỹ)                    | 5,7 l/100 km (50 mpg‑Anh; 41 mpg‑Mỹ)                    |
| Chevrolet Volt — Giải thưởng 2011                                                     | 2011                                             | Xe lai sạc điện                                  | Xăng tương đương với phương thức sử dụng toàn điện      | Xăng                                                    | Phạm vi dùng toàn bộ điện                               |
| Chevrolet Volt — Giải thưởng 2011                                                     | 2011                                             | Xe lai sạc điện                                  | 93 mpg-e                                                | 37 mpg                                                  | 35 mi                                                   |
| Volkswagen BlueMotion — Giải thưởng 2010 (Golf, Passat, Polo)                         | 2010                                             | Động cơ diesel sạch                              | n.a.                                                    | n.a.                                                    | n.a.                                                    |
| Honda FCX Clarity — 2009 Award (miles trên kilogram của hydrogen)                     | 2009                                             | Pin nhiên liệuHydrogen                           | 59 mpg-e                                                | 58 mpg-e                                                | 60 mpg-e                                                |
| Báo cáo tiêu thụ Những lựa chọn hàng đầu: Loại xe xanh                                |                                                  |                                                  |                                                         |                                                         |                                                         |
| Tesla Model S — Mẫu tốt nhất toàn diện 2014                                           | 2014                                             | xe điện (60/85 kWh bộ pin)                       | Xăng tương đương chất đốt tiết kiệm                     | Xăng tương đương chất đốt tiết kiệm                     | Phạm vi dùng toàn bộ điện                               |
| Tesla Model S — Mẫu tốt nhất toàn diện 2014                                           | 2014                                             | xe điện (60/85 kWh bộ pin)                       | 95/89 mpg-e                                             | 95/89 mpg-e                                             | 208/265 mi                                              |
| Toyota Prius — Xe xanh nhất 2014                                                      | 2014                                             | Xe lai                                           | 50                                                      | 51                                                      | 48                                                      |
| Toyota Prius — Xe xanh nhất 2013                                                      | 2013                                             | Xe lai                                           | 50                                                      | 51                                                      | 48                                                      |
| Toyota Prius — Xe xanh nhất 2012                                                      | 2012                                             | Xe lai                                           | 50                                                      | 51                                                      | 48                                                      |
| Toyota Prius — Xe xanh nhất 2011                                                      | 2011                                             | Xe lai                                           | 50                                                      | 51                                                      | 48                                                      |
| Toyota Prius — Xe xanh nhất2 010                                                      | 2010                                             | Xe lai                                           | 50                                                      | 51                                                      | 48                                                      |
| Toyota Prius — Xe xanh nhất2 009                                                      | 2009                                             | Xe lai                                           | 46                                                      | 48                                                      | 45                                                      |
| Báo cáo tiêu thụ Những lựa chọn hàng đầu của người Mỹ: loại xe xanh                   |                                                  |                                                  |                                                         |                                                         |                                                         |
| Ford Fusion Hybrid — Lựa chọn hàng đầu 2011                                           | 2011                                             | Xe lai                                           | 39                                                      | 41                                                      | 36                                                      |
| Ford Fusion Hybrid — Lựa chọn hàng đầu 2010                                           | 2010                                             | Xe lai                                           | 39                                                      | 41                                                      | 36                                                      |
| Ford Escape Hybrid — Lựa chọn hàng đầu 2009                                           | 2009                                             | Xe lai                                           | 32                                                      | 34                                                      | 31                                                      |
| Xe gì ? Giải thưởng xanh                                                              |                                                  |                                                  |                                                         |                                                         |                                                         |
| BMW 320d Efficient Dynamics — Thắng toàn bộ 2012                                      | 2012                                             | Động cơ diesel sạch                              | UK phối hợp 56 mpg‑Anh (5,0 L/100 km; 47 mpg‑Mỹ)        | UK phối hợp 56 mpg‑Anh (5,0 L/100 km; 47 mpg‑Mỹ)        | UK phối hợp 56 mpg‑Anh (5,0 L/100 km; 47 mpg‑Mỹ)        |
| Vauxhall Ampera — Thắng toàn bộ 2011                                                  | 2012                                             | Xe lai sạc điện                                  | EC phối hợp235,4 mpg‑Anh (1,200 L/100 km; 196,0 mpg‑Mỹ) | EC phối hợp235,4 mpg‑Anh (1,200 L/100 km; 196,0 mpg‑Mỹ) | EC phối hợp235,4 mpg‑Anh (1,200 L/100 km; 196,0 mpg‑Mỹ) |
| Toyota Auris Hybrid — Thắng toàn bộ2010                                               | 2010                                             | Xe lai                                           | UK phối hợp 74 mpg‑Anh (3,8 L/100 km; 62 mpg‑Mỹ)        | UK phối hợp 74 mpg‑Anh (3,8 L/100 km; 62 mpg‑Mỹ)        | UK phối hợp 74 mpg‑Anh (3,8 L/100 km; 62 mpg‑Mỹ)        |
| Volvo S40 1.6D DRIVe S — Thắng toàn bộ2009                                            | 2009                                             | Động cơ diesel sạch                              | UK phối hợp 60 mpg‑Anh (4,7 L/100 km; 50 mpg‑Mỹ)        | UK phối hợp 60 mpg‑Anh (4,7 L/100 km; 50 mpg‑Mỹ)        | UK phối hợp 60 mpg‑Anh (4,7 L/100 km; 50 mpg‑Mỹ)        |
| Ford Focus 1.6 TDCi Style — Thắng toàn bộ 2008                                        | 2008                                             | Động cơ diesel sạch                              | UK phối hợp 52 mpg‑Anh (5,4 L/100 km; 43 mpg‑Mỹ)        | UK phối hợp 52 mpg‑Anh (5,4 L/100 km; 43 mpg‑Mỹ)        | UK phối hợp 52 mpg‑Anh (5,4 L/100 km; 43 mpg‑Mỹ)        |
| Mother Earth News về Xe xanh nhất                                                     |                                                  |                                                  |                                                         |                                                         |                                                         |
| Xe xanh nhất của 2011                                                                 |                                                  |                                                  |                                                         |                                                         |                                                         |
| Chevrolet Volt                                                                        | 2011                                             | Xe lai sạc điện                                  | Xăng tương đương với phương thức sử dụng toàn điện      | Xăng                                                    |                                                         |
| Chevrolet Volt                                                                        | 2011                                             | Xe lai sạc điện                                  | 93 mpg-e                                                | 37 mpg                                                  | 35 mi                                                   |
| Nissan Leaf                                                                           | 2011                                             | xe điện                                          | Xăng tương đương chất đốt tiết kiệm                     | Xăng tương đương chất đốt tiết kiệm                     | Phạm vi dùng toàn bộ điện                               |
| Nissan Leaf                                                                           | 2011                                             | xe điện                                          | 99 mpg-e                                                | 99 mpg-e                                                | 73 mi                                                   |
| Toyota Prius                                                                          | 2011                                             | Điện lai                                         | 50                                                      | 51                                                      | 48                                                      |
| Ford Fiesta                                                                           | 2011                                             | xăng                                             | 33                                                      | 29                                                      | 38                                                      |
| Honda CR-Z CVT                                                                        | 2011                                             | Điện lai                                         | 37                                                      | 35                                                      | 39                                                      |
| VW Jetta TDI                                                                          | 2011                                             | Động cơ diesel sạch                              | 34                                                      | 30                                                      | 42                                                      |
| Xe xanh nhất của 2010                                                                 |                                                  |                                                  |                                                         |                                                         |                                                         |
| Ford Fusion Hybrid                                                                    | 2010                                             | Điện lai                                         | 39                                                      | 41                                                      | 36                                                      |
| Honda Civic Hybrid                                                                    | 2010                                             | Điện lai                                         | 42                                                      | 40                                                      | 45                                                      |
| Honda Insight                                                                         | 2010                                             | Điện lai                                         | 41                                                      | 40                                                      | 43                                                      |
| Toyota Prius                                                                          | 2010                                             | Điện lai                                         | 50                                                      | 51                                                      | 48                                                      |
| VW Golf TDI                                                                           | 2010                                             | Động cơ diesel sạch                              | 34                                                      | 30                                                      | 42                                                      |
| VW Jetta TDI                                                                          | 2010                                             | Động cơ diesel sạch                              | 41                                                      | 40                                                      | 43                                                      |
| Hội đồng Mỹ về sự tiết kiệm năng lượng hiệu quả của phương tiện xanh nhất của năm     |                                                  |                                                  |                                                         |                                                         |                                                         |
| Xe xanh nhất của 2012 (Top 5)                                                         |                                                  |                                                  |                                                         |                                                         |                                                         |
| Mitsubishi i-MiEV                                                                     | 2012                                             | xe điện                                          | 112 mpg-e                                               | 3.8 mile/Kwh                                            | 2.9 mile/Kwh                                            |
| Honda Civic GX                                                                        | 2012                                             | khí thiên nhiên                                  | -                                                       | 27mpg-e                                                 | 38 mpg-e                                                |
| Nissan Leaf                                                                           | 2012                                             | Xe điện                                          | 99 mpg-e                                                | 3.1 mile/Kwh                                            | 2.7 mile/Kwh                                            |
| Toyota Prius                                                                          | 2012                                             | Điện lai                                         | 50                                                      | 51                                                      | 48                                                      |
| Honda Insight                                                                         | 2012                                             | Điện lai                                         | 42                                                      | 41                                                      | 44                                                      |
| Xe xanh nhất của 2011 (Top 5)                                                         |                                                  |                                                  |                                                         |                                                         |                                                         |
| Honda Civic GX                                                                        | 2011                                             | Khí thiên nhiên                                  | 28                                                      | 24                                                      | 36                                                      |
| Nissan Leaf                                                                           | 2011                                             | Xe điện                                          | 99 mpg-e                                                | 3.15 mile/Kwh                                           | 2.72 mile/Kwh                                           |
| Smart fortwo (Cabriolet/cặp)                                                          | 2011                                             | Xăng                                             | 36                                                      | 33                                                      | 41                                                      |
| Toyota Prius                                                                          | 2011                                             | Điện lai                                         | 50                                                      | 51                                                      | 48                                                      |
| Honda Civic Hybrid                                                                    | 2011                                             | Điện lai                                         | 41                                                      | 40                                                      | 43                                                      |
| Xe xanh nhất của 2010 (Top 5)                                                         |                                                  |                                                  |                                                         |                                                         |                                                         |
| Honda Civic GX                                                                        | 2010                                             | Khí thiên nhiên                                  | 28                                                      | 24                                                      | 36                                                      |
| Toyota Prius                                                                          | 2010                                             | Điện lai                                         | 50                                                      | 51                                                      | 48                                                      |
| Honda Civic Hybrid                                                                    | 2010                                             | Điện lai                                         | 42                                                      | 40                                                      | 45                                                      |
| Smart fortwo (có thể chuyển đổi /cặp)                                                 | 2010                                             | Xăng                                             | 36                                                      | 33                                                      | 41                                                      |
| Honda Insight                                                                         | 2010                                             | Điện lai                                         | 41                                                      | 40                                                      | 43                                                      |
| Sách Kelley Blue Top 10 Xe ô tô xanh                                                  |                                                  |                                                  |                                                         |                                                         |                                                         |
| Top 10 xe xanh của năm 2014 (Top 5)                                                   |                                                  |                                                  |                                                         |                                                         |                                                         |
| BMW i3                                                                                | 2014                                             | Xe điện                                          | Xăng tương đương chất đốt tiết kiệm                     | Xăng tương đương chất đốt tiết kiệm                     | Phạm vi dùng toàn bộ điện                               |
| BMW i3                                                                                | 2014                                             | Xe điện                                          | 124 mpg-e                                               | 124 mpg-e                                               | 81 mi                                                   |
| Nissan Leaf                                                                           | 2014                                             | Xe điện                                          | Xăng tương đương chất đốt tiết kiệm                     | Xăng tương đương chất đốt tiết kiệm                     | Phạm vi dùng toàn bộ điện                               |
| Nissan Leaf                                                                           | 2014                                             | Xe điện                                          | 99 mpg-e                                                | 99 mpg-e                                                | 73 mi                                                   |
| Toyota Prius                                                                          | 2014                                             | Điện lai                                         | 50                                                      | 51                                                      | 48                                                      |
| Tesla Model S                                                                         | 2014                                             | Ô tô điện (60/85 kWh bộ pin)                     | Xăng tương đương chất đốt tiết kiệm                     | Xăng tương đương chất đốt tiết kiệm                     | Phạm vi dùng toàn bộ điện                               |
| Tesla Model S                                                                         | 2014                                             | Ô tô điện (60/85 kWh bộ pin)                     | 95/89 mpg-e                                             | 95/89 mpg-e                                             | 208/265 mi                                              |
| Honda Accord Hybrid                                                                   | 2014                                             | Điện lai                                         | 47                                                      | 50                                                      | 45                                                      |
| Top 10 xe xanh của năm 2011 (Top 3)                                                   |                                                  |                                                  |                                                         |                                                         |                                                         |
| Nissan Leaf                                                                           | 2011                                             | Xe điện                                          | Xăng tương đương chất đốt tiết kiệm                     | Xăng tương đương chất đốt tiết kiệm                     | Phạm vi dùng toàn bộ điện                               |
| Nissan Leaf                                                                           | 2011                                             | Xe điện                                          | 99 mpg-e                                                | 99 mpg-e                                                | 73 mi                                                   |
| Chevrolet Volt                                                                        | 2011                                             | Xe lai sạc điện                                  | Xăng tương đương chất đốt tiết kiệm                     | Xăng tương đương chất đốt tiết kiệm                     | Phạm vi dùng toàn bộ điện                               |
| Chevrolet Volt                                                                        | 2011                                             | Xe lai sạc điện                                  | 93 mpg-e                                                | 93 mpg-e                                                | 35 mi                                                   |
| Toyota Prius                                                                          | 2011                                             | Điện lai                                         | 50                                                      | 51                                                      | 48                                                      |
| Top 10 Xe xanh của năm 2010 (Top 3)                                                   |                                                  |                                                  |                                                         |                                                         |                                                         |
| Toyota Prius                                                                          | 2010                                             | Điện lai                                         | 50                                                      | 51                                                      | 48                                                      |
| Honda Insight                                                                         | 2010                                             | Điện lai                                         | 41                                                      | 40                                                      | 43                                                      |
| Ford Fusion Hybrid                                                                    | 2010                                             | Điện lai                                         | 39                                                      | 41                                                      | 36                                                      |

## Triển lãm động cơ xe điện
Động cơ xe điện và xe xanh chuyên dụng cho thấy:
- Triển lãm Nhiên liệu và Phương tiện Thay thế (AVFS), Hội chợ Valladolid, Tây Ban Nha, vào tháng 11.[104]
- Green Fleet Expo, Vườn Bách thảo Hoàng gia (Ontario), vào tháng 5.[105]
- Green-Car-Guide Live !, Arena and Convention Center ở Liverpool, vào tháng 6 [106]
- Triển lãm công nghệ xe điện & xe lai, (Sindelfingen, Đức, tháng 4 / Novi, Detroit, Michigan, tháng 9).  Lưu trữ ngày 28 tháng 6 năm 2019 tại Wayback Machine
- Triển lãm Động cơ Điện Châu Âu, Trung tâm Hội nghị &amp; Triển lãm Helsinki, vào tháng 11  [107][108]